# Sonates en trio pour orgue de Bach
Les Sonates en trio pour orgue de Bach sont parmi les pièces pour orgue les plus remarquables écrites par Jean-Sébastien Bach.
Elles sont un sommet de l'art du contrepoint, à exécuter par un unique interprète. Elles sont réputées pour leur extrême difficulté technique, redoutées par tous les organistes, programmées dans toutes les épreuves et concours d'orgue. Elles nécessitent en effet une grande maîtrise et une grande concentration du fait de l'indépendance requise pour jouer chacune des trois voix simultanément : une voix pour la main gauche, une voix pour la main droite et une voix au pédalier. Elles ont été enregistrées par les plus grands organistes et représentent la référence en matière de virtuosité organistique. Elles constituent sur le plan purement musical un essai de synthèse entre le style rigoureux contrapuntique et le style galant italien, certains mouvements lents pouvant être considérés comme une préfiguration du style romantique à venir.
- Sonate en trio (no 1) en mi bémol majeur, BWV 525 : (Allegro moderato) - Adagio - Allegro
- Sonate en trio (no 2) en ut mineur, BWV 526 : Vivace - Largo - Allegro
- Sonate en trio (no 3) en ré mineur, BWV 527 : Andante - Adagio e dolce - Vivace
- Sonate en trio (no 4) en mi mineur, BWV 528 : Adagio, Vivace - Andante - Un poco allegro
  - L'Andante en ré mineur BWV 528a est une variante de l'Andante (3e mouvement) de BWV 528
- Sonate en trio (no 5) en do majeur, BWV 529 : Allegro - Largo - Allegro
- Sonate en trio (no 6) en sol majeur, BWV 530 : Vivace - Lento - Allegro

Bach a écrit peu de sonates en trio pour d'autres instruments, bien que l'on puisse considérer les sonates pour violon et clavecin concertant (BWV 1014 à BWV 1019) comme appartenant à ce genre[réf. souhaitée].

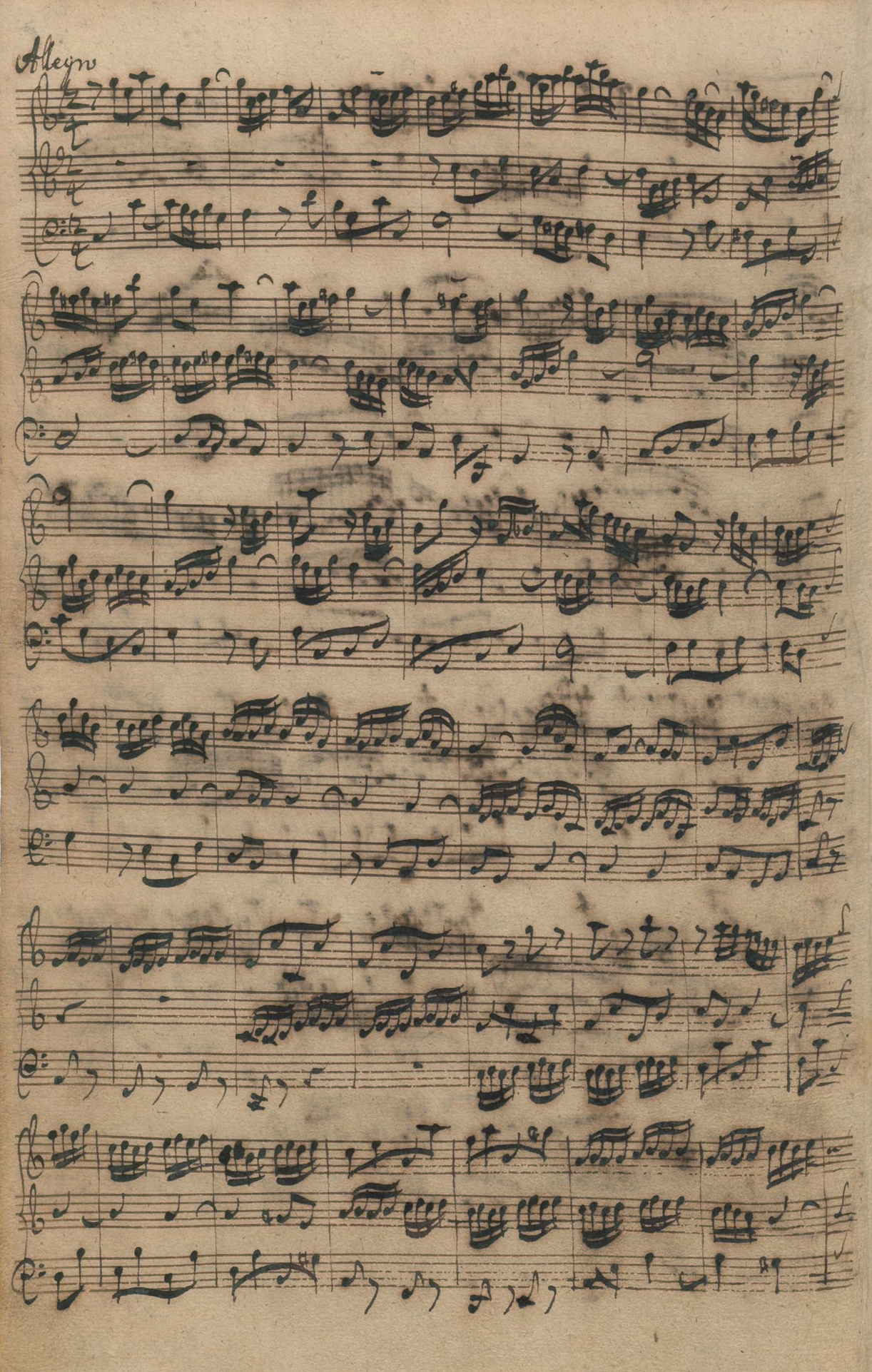
Manuscrit autographe de la première page du dernier mouvement de la sonate pour orgue (no 5), BWV 529.

La collection a été rassemblée à Leipzig à la fin des années 1720 et contenait des reprises de compositions antérieures de Bach provenant de cantates, d'œuvres pour orgue et de musique de chambre, ainsi que quelques mouvements nouvellement composés. La sixième sonate, BWV 530, est la seule dont les trois mouvements ont été spécialement composés pour le recueil. Lorsqu'elle est jouée à l'orgue, la partie du deuxième clavier est souvent jouée une octave plus bas sur le clavier avec la registration appropriée. Les commentateurs ont suggéré que la collection pourrait en partie avoir été destinée à l'étude privée pour perfectionner la technique de l'orgue, certains soulignant que son ambitus lui permet d'être joué sur un clavicorde à pédalier.

## Origines et objectifs

### Manuel d'instruction
« Sechs Sonaten oder Trio für zwey Claviere mit dem obligaten Pedal. Bach hat sie für seinen ältesten Sohn, Wilh. Friedemann, aufgesetzt, welcher sich damit zu dem großen Orgelspieler vorbereiten musste, der er nachher geworden ist. Man kann von ihrer Schönheit nicht genug sagen. Sie sind in dem reifsten Alter des Verfassers gemacht, und können als das Hauptwerk desselben in dieser Art angesehen werden »

— Ueber Johann Sebastian Bachs Leben, Kunst und Kunstwerke, Johann Nikolaus Forkel, Leipzig, 1802.

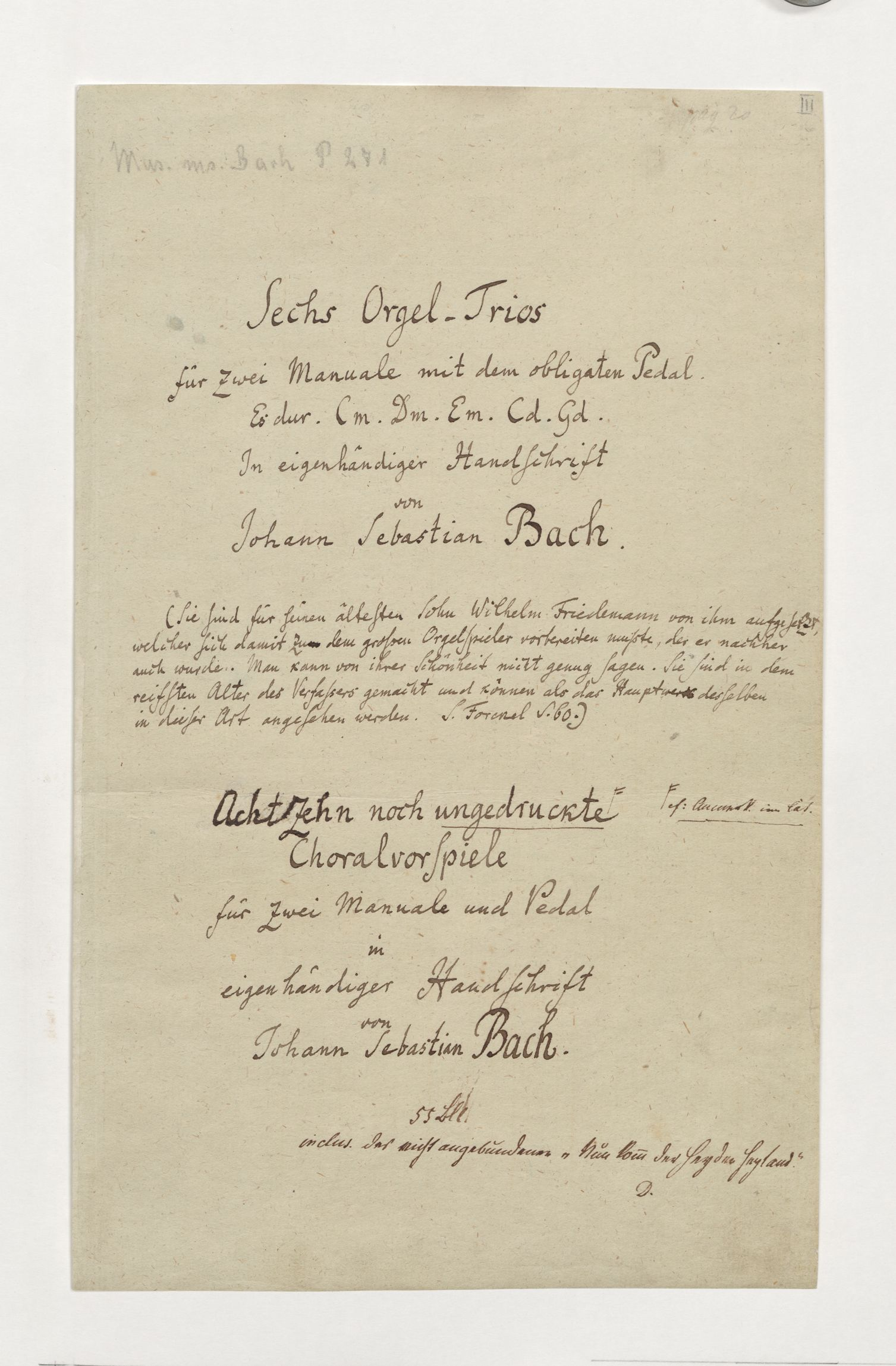
Page de garde du manuscrit autographe des sonates pour orgue, écrit quelques années plus tard par le musicien Georg Poelchau.

Les sonates pour orgue ont été réunies pour la première fois à Leipzig dans un manuscrit autographe que les spécialistes de Bach ont daté d'une période située approximativement entre 1727 et 1730. Hormis l'en-tête avec la numérotation des six sonates et l'indication de la fin du manuscrit, Bach lui-même n'a pas laissé d'autres indications. Après la mort de Bach, le musicien Georg Poelchau (1773-1836) a produit une page de garde pour le recueil (ainsi que les Dix-huit chorals de différentes manières) avec un titre et un commentaire.
Les sonates ont été décrites par le biographe de Bach Johann Nikolaus Forkel comme suit.
« Six sonates ou trios pour deux claviers avec pédalier obligé. Bach les a composées pour son fils aîné, Willhelm Friedemann, qui, en les pratiquant, s'est préparé à devenir le grand organiste qu'il est devenu par la suite. On ne saurait trop insister sur leur beauté. Elles ont été écrites alors que le compositeur était en pleine maturité et peuvent être considérées comme sa principale œuvre de ce genre. »
Le commentaire de Poelchau sur la page de couverture est une citation directe de ce passage de Forkel.

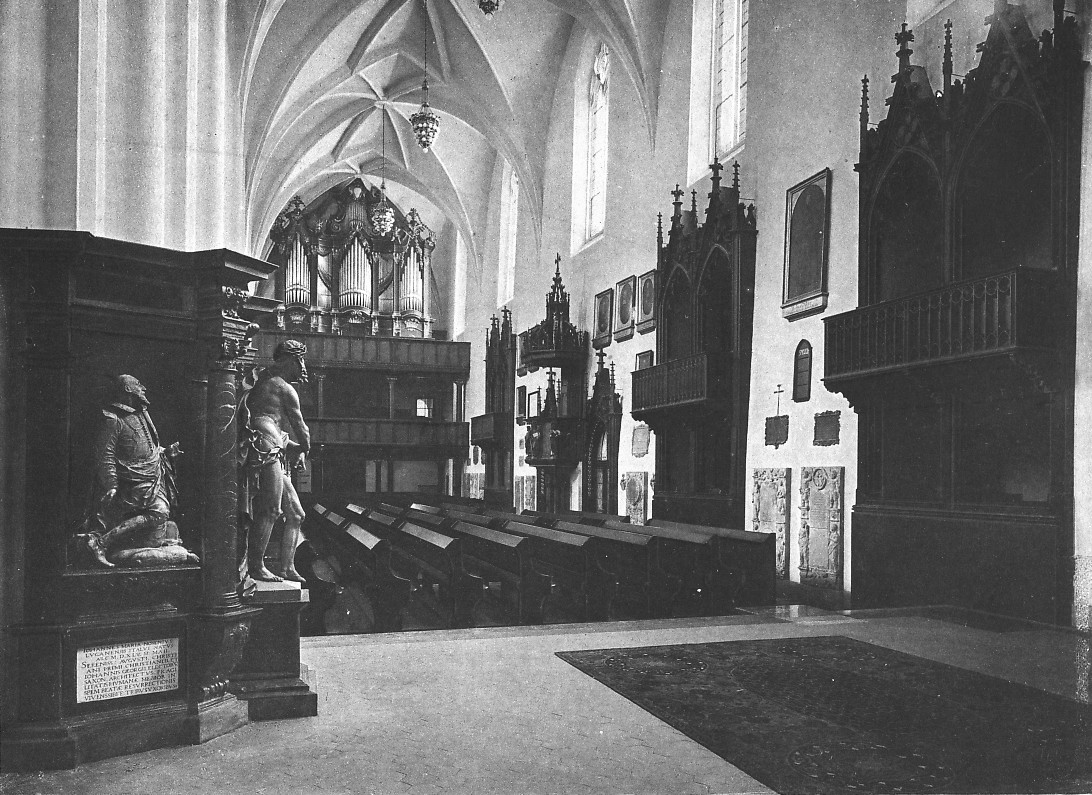
Orgue Silbermann (1718-1720) dans l'église Sainte-Sophie de Dresde, où Wilhelm Friedemann Bach devint organiste en 1733.

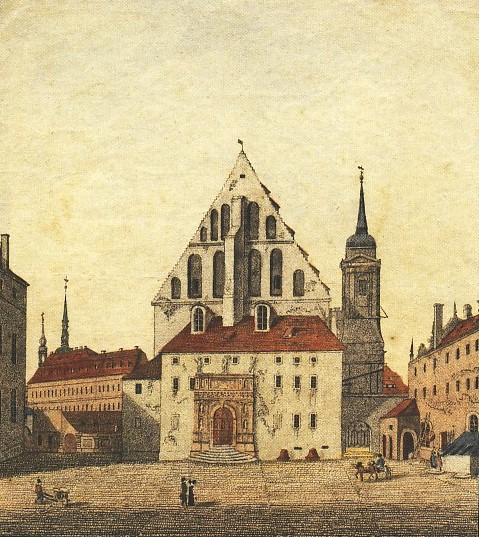
Église Sainte-Sophie de Dresde, Dresde, 1800.

Les sonates pour orgue représentent le point culminant des recueils d'œuvres pour clavier de Bach ayant un but partiellement didactique, tant du point de vue de l'interprétation que de la composition. Bien qu'elles aient été initialement destinées au fils aîné de Bach, Wilhelm Friedemann Bach, elles ont également fait partie du répertoire de base de ses élèves. Les recueils pour clavier comprennent l'Orgelbüchlein, les inventions à deux et trois parties, le premier livre du Clavier bien tempéré, les Suites françaises, et les Six partitas (Clavier-Übung I).
Deux sources principales sont connues pour la collection de sonates. La première partition autographe - qui n'est peut-être pas la partition originale de composition - est sur papier avec un filigrane qui permet de la dater de la période 1727-1730. La seconde "copie fidèle" a été commencée par Wilhelm Friedemann et complétée par la seconde épouse de Bach Anna Magdalena. En outre, il existe de nombreuses autres copies ultérieures réalisées par le cercle de Bach, notamment des copies du premier mouvement de BWV 527 et du mouvement lent de BWV 529 réalisées par l'ancien élève de Bach à Weimar, Johann Caspar Vogler. À partir de ces manuscrits conservés du recueil et des circonstances entourant sa composition - notamment la carrière future de Wilhelm Friedemann (étudiant en droit à Leipzig puis organiste de l'Église Sainte-Sophie de Dresde) et l'intérêt renouvelé de Bach pour l'orgue obligé dans son troisième cycle de cantates -, on peut approximativement situer la date de compilation du recueil entre 1727 et 1730, mais sans aucune précision,,.

### Genèse de la collection
À partir des deux sources principales, de la connaissance que Bach avait des œuvres d'autres compositeurs et de ses propres compositions pour orgue et ensemble instrumental antérieures au recueil, il est possible de se faire une idée partielle de la manière dont le recueil a été constitué et de l'évolution du genre du trio d'orgue de Bach.
Certains des mouvements ont été précédés d'œuvres pour orgue ou d'œuvres de chambre : seule la dernière sonate BWV 530 a vu tous ses mouvements nouvellement composés. Les seuls autres mouvements dont on sait avec certitude qu'ils ont été composés récemment sont le mouvement lent de BWV 525 et le premier mouvement de BWV 529 ; le dernier mouvement de BWV 529 appartient probablement aussi à cette catégorie, mais il pourrait s'agir d'une transcription d'une sonate en trio instrumental perdue datant des périodes de Bach à Cöthen et à Weimar. Bien que Hans Eppstein ait suggéré que plusieurs mouvements pourraient être des transcriptions d'œuvres de chambre perdues, l'écriture pour orgue est souvent si idiosyncrasique que l'on peut se demander s'il ne s'agit pas d'une transcription de l'œuvre de Bach.

Manuscrit autographe de la sinfonia commençant la deuxième partie de la cantate Die Himmel erzählen die Ehre Gottes, BWV 76, 1723.

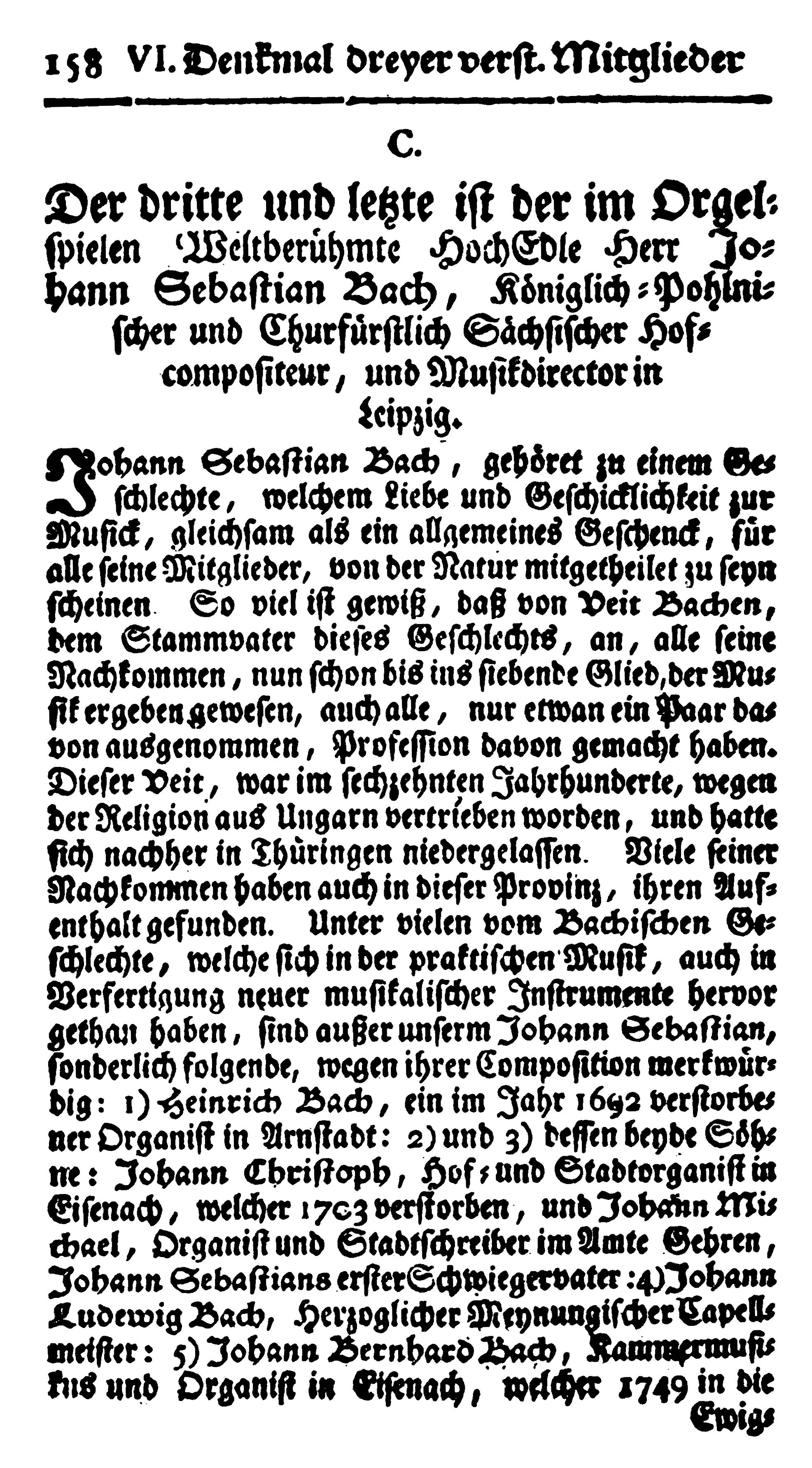
Première page du Nekrolog de Bach dans la Musikalische Bibliothek de Mizler, 1754.

Il y a six mouvements dont on sait avec une certitude raisonnable qu'ils proviennent de compositions antérieures.
Quatre mouvements ont des versions antérieures en tant que compositions pour orgue :
- le premier mouvement de BWV 525 ;
- le premier mouvement de BWV 527 ;
- le mouvement lent de BWV 528 ;
- le mouvement lent de BWV 529.

Deux mouvements sont connus pour être des transcriptions de trios instrumentaux :
- Le mouvement lent de BWV 527 est un remaniement d'une œuvre instrumentale perdue qui a également été réutilisée plus tard dans le mouvement lent du triple concerto pour flûte, violon et clavecin, BWV 1044 (en). Cet arrangement a été attribué à la période 1729-1740, lorsque Bach était directeur du Collegium Musicum à Leipzig, une association de musiciens de la ville qui organisait des concerts au Café Zimmermann.
- Le premier mouvement de BWV 528 est une transcription de la sinfonia qui débute la deuxième partie de la cantate Die Himmel erzählen die Ehre Gottes, BWV 76, écrite pour hautbois d'amour, viole de gambe et basse continue. L'œuvre perdue, désignée BWV 528a, est une reconstruction d'une sonate en trio complète pour la même combinaison d'instruments, utilisant les deux mouvements restants. On pense que l'œuvre perdue date de la période de Bach à Weimar. L'édition de Pieter Dirksen permet aux interprètes de choisir entre trois tonalités possibles : sol mineur ; mi mineur ; ou un mélange des deux.

Certains mouvements individuels ont été associés à d'autres œuvres pour orgue de Bach : la version antérieure du mouvement lent de BWV 529 - le plus élaboré et le plus habilement écrit des mouvements lents - a été associée au Prélude et fugue en do majeur, BWV 545 ; et le dernier mouvement de BWV 528 a été associé au Prélude et fugue en sol majeur, BWV 541. On pense aujourd'hui que ces combinaisons ont vu le jour pendant la période de Bach à Leipzig. L'un des problèmes qui se posent lorsqu'il s'agit de déterminer l'origine de la collection est que de nombreuses œuvres instrumentales sur lesquelles les sonates pour orgue auraient pu être basées ont été perdues. De telles œuvres de chambre sont mentionnées par Carl Philipp Emanuel Bach dans son Nekrolog de 1754 et l'on pense que beaucoup d'entre elles ont été composées à Cöthen. Selon Wolff, cela pourrait refléter le fait qu'après la mort de Bach, ses œuvres vocales ont été transmises à Wilhelm Friedemann et Carl Philipp Emanuel qui en ont garanti la survie, tandis que les œuvres de chambre, dont très peu ont survécu, ont été principalement héritées par les fils cadets de Bach, Johann Christian Bach et Johann Christoph Friedrich Bach.
Des corrections dans le manuscrit autographe et une analyse détaillée des éléments stylistiques des sonates ont conduit Breig à suggérer que les sonates ont été composées dans leur état final en deux groupes distincts. Le premier groupe, composé des première, troisième et quatrième sonates, comporte un premier et un dernier mouvements qui ont un caractère fugué et une relation stylistique étroite. Le second groupe, composé des deuxième, cinquième et sixième sonates, où se trouve l'essentiel des corrections de composition, a une forme de concerto, avec des sections tutti et concertato contrastées dans les premiers mouvements et des mouvements finaux fugués. Même dans la deuxième "copie fidèle" produite par Wilhelm Friedemann et Anna Magdalena, Bach a apporté des corrections dans trois mouvements (dans la première, la cinquième et la sixième sonate).

### Origines du trio d'orgue
« Les Sonates forment un monde à part, aussi distinctif et accompli que les premiers mouvements des cantates de Leipzig ou les préludes et fugues du Clavier bien tempéré I. Les deux mains ne sont pas simplement imitatives mais planifiées de manière à donner une curieuse satisfaction à l'interprète, avec des phrases qui se répondent et des syncopes qui dansent d'une main à l'autre, palpables d'une manière qui n'est pas tout à fait connue, même des deux violonistes. Les mélodies sont brillantes ou discrètes, longues ou courtes, joyeuses ou plaintives, immédiatement reconnaissables pour ce qu'elles sont, et ainsi faites (comme l'oreille le sent rapidement) pour être inversable. Les exigences techniques imposées à l'interprète contribuent probablement aussi à leur aura unique. »

— Williams
Bien que Bach ait créé un genre compositionnel unique dans cette collection de sonates, les racines du trio pour orgue remontent aux œuvres de compositeurs antérieurs et à certaines des compositions antérieures de Bach pour l'orgue.
Bach avait en sa possession de nombreuses œuvres d'orgue d'organistes français du dix-septième siècle tels que Boyvin, Clérambault, Grigny, Lebègue et Raison qui ont écrit des "trios", des "trios en dialogue" et des "trios à trois claviers" pour deux claviers manuels et pédalier, avec des registrations distinctes pour chaque clavier manuel. Les sonates de Bach, avec leur forme binaire ou ritournelle, ne doivent cependant pas grand-chose à ces trios d'orgue français.

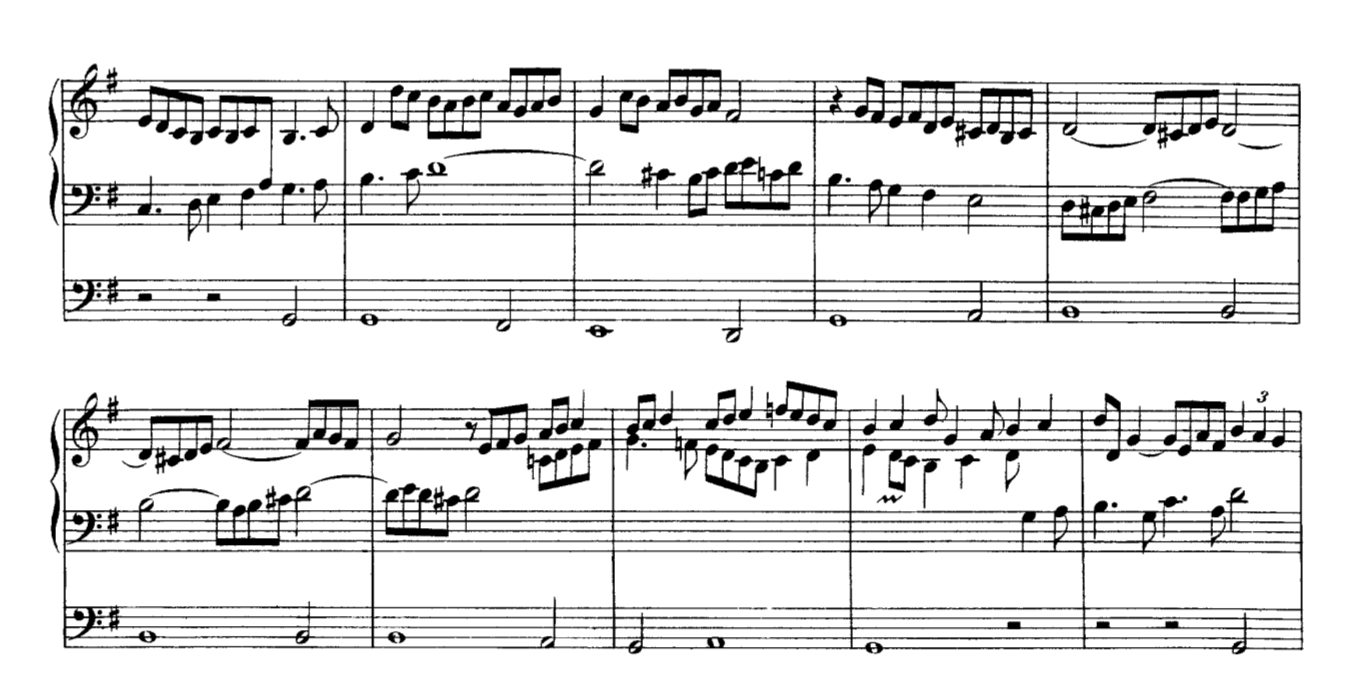
Début du Versus III de Nun lob, mein Seel, BuxWV 213, Dieterich Buxtehude.

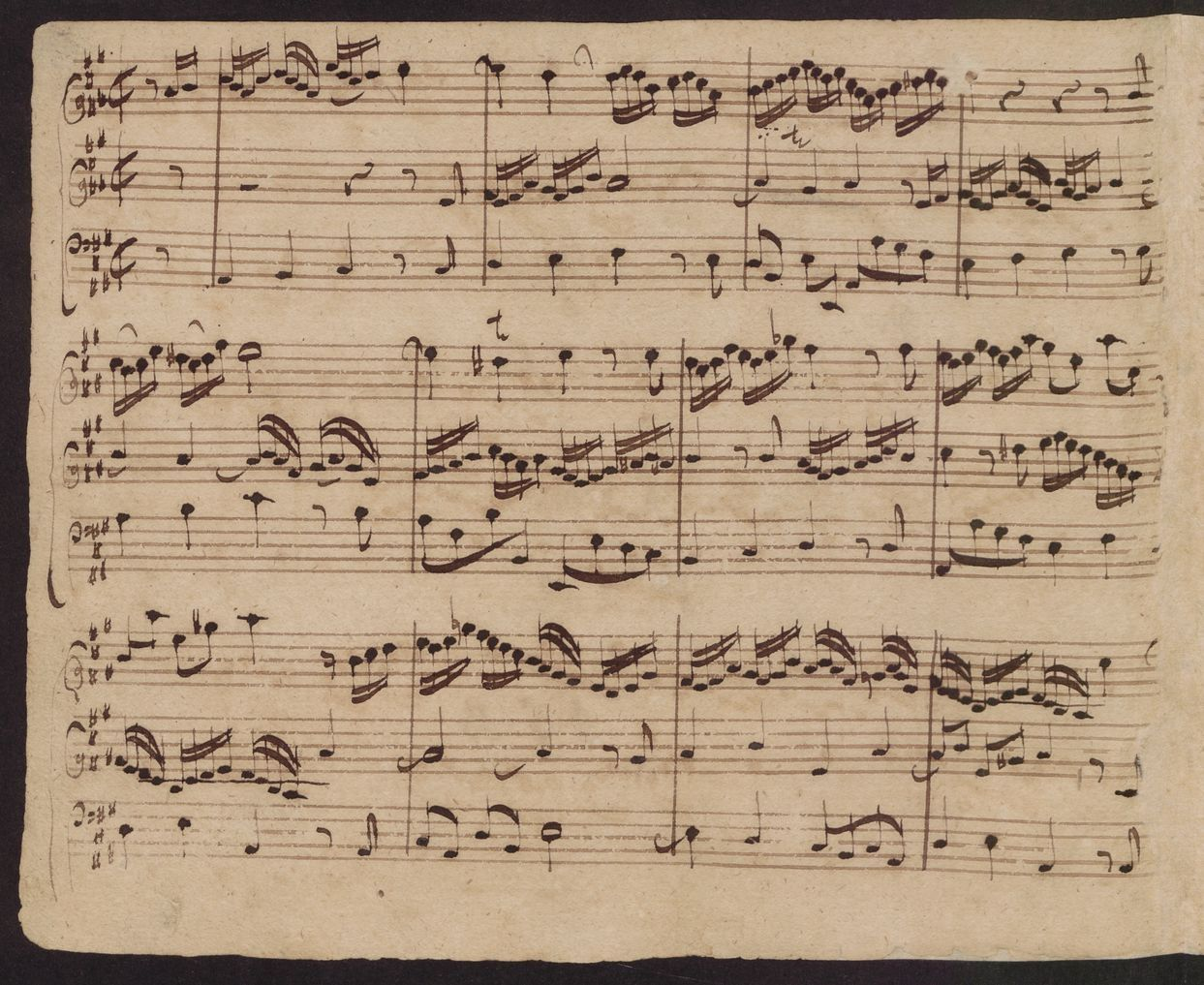
Allein Gott in der Höh' sei Ehr, BWV 664a, copie de la main de Johann Tobias Krebs.

Les premières versions des trios des Dix-huit grands préludes de choral, en particulier " Allein Gott in der Höh' sei Ehr ", BWV 664a, et " Herr Jesu Christ, dich zu uns wend ", BWV 655a, constituent des modèles antérieurs pour le type de trio d'orgue de Bach. Ces deux préludes de choral ont été écrits vers la fin des années de Bach à Weimar. BWV 664a et BWV 655a suivent toutes deux le modèle de la sonate italienne en trio pour deux violons impliquant un contrepoint inversible. Sous une forme plus rudimentaire, des trios de ce type apparaissaient déjà dans la musique d'orgue allemande dans quelques-uns des préludes de chorals librement composés par Buxtehude, van Noordt, Armsdorff et Georg Böhm, le professeur de Bach à Lüneburg. Dans les deux préludes de choral de Bach, le trio d'orgue s'est pleinement développé en un mouvement rapide de type concertant : ils sont écrits sous forme de ritournelle, avec le thème dans la basse ainsi que dans les parties supérieures, qui sont écrites en imitation avec des épisodes virtuoses. La première version du mouvement lent de BWV 528 date à peu près de la même époque : au lieu de la structure à grande échelle des deux préludes de choral, le matériau musical est divisé en phrases imitatives de deux mesures, souvent d'une beauté envoûtante. Bien qu'elles ne comportent plus de références liturgiques (en particulier pas de "cantus firmus"), les sonates BWV 525-530 conservent la qualité de concerto des deux préludes de choral de Weimar ; comme eux, les parties manuelles et au pédalier sont écrites dans un idiome propre à l'orgue plutôt qu'à des instruments solistes tels que le violon ou la flûte. En revanche, il y a très peu de similitudes entre le style de composition des sonates pour orgue et celui des transcriptions pour orgue de Bach de concertos instrumentaux de Vivaldi et d'autres compositeurs.
De par leur caractère de musique de chambre, les sonates pour orgue ont des affinités évidentes avec les sonates de Bach pour clavecin obligé et instrument soliste - violon, viole de gambe et flûte - également composées ou compilées à Leipzig. Elles sont toutes écrites en forme de sonate en trio avec des mouvements binaires et des ritournelles. De plus, la collection des six sonates pour clavecin obligé et violon, BWV 1014-1019 (en) semble avoir impliqué une enquête similaire, enregistrant toutes les manières possibles d'écrire pour la combinaison instrumentale. Il y a cependant des différences significatives :
- les sonates pour orgue sont plutôt conçues sous forme de concerto en trois mouvements, alors que les sonates instrumentales ont quatre mouvements ou plus, comme une sonata da chiesa ;
- Les sonates instrumentales ne préservent pas une stricte égalité entre les parties supérieures - il y a souvent une distinction entre le matériel destiné à l'instrument mélodique et la partie clavier, qui peut jouer un rôle purement continu ;
- Dans les sonates instrumentales, les deux parties peuvent être divisées, avec l'ajout d'une voix supplémentaire ou d'un double arrêt ;
- Alors que les mouvements des sonates instrumentales peuvent être diffus et expansifs - peut-être parce que les textures musicales disponibles sont plus nombreuses - les mouvements des sonates pour orgue sont en général moins préoccupés par les textures, plus clairs dans leur forme et plus concis et succincts, parfois au point de ressembler à des miniatures.

Les similitudes les plus étroites entre les sonates instrumentales et les sonates pour orgue se trouvent probablement dans les mouvements finaux fugués, et ce à tous les niveaux : texture, mélodie et structure. La distinction entre les types de sonates a ensuite été définie par Scheibe, qui a introduit le terme de "Sonate auf Concertenart" pour l'opposer à la "sonata da chiesa" (voir ci-dessous), mais il y a autant d'exceptions à la règle que d'adhésions. Les commentateurs s'accordent à dire que la collection de sonates pour orgue marque l'une des dernières étapes dans le développement par Bach de la forme du trio.
L'un des principaux compositeurs à avoir développé la sonate en trio purement instrumentale fut le contemporain de Bach, Georg Philipp Telemann, parrain de Carl Philipp Emanuel Bach et son prédécesseur au poste de maître de chapelle à Hambourg. L'une des seules caractéristiques que Telemann a adoptées de la tradition française plus ancienne de la sonate en trio est l'adaptabilité de l'instrumentation. Les Six Concertos et Six Suites (1715-1720) de Telemann pouvaient être joués par deux ou trois instruments (avec, en option, une viole de gambe ou un violoncelle). Certains mouvements des Concertos présentent parfois des similitudes de texture et de forme avec les sonates pour orgue de Bach : Williams donne l'exemple suivant, tiré de la seconde moitié du deuxième mouvement du Concert IV pour flûte et clavecin en mi mineur, TWV. 42:e3. :

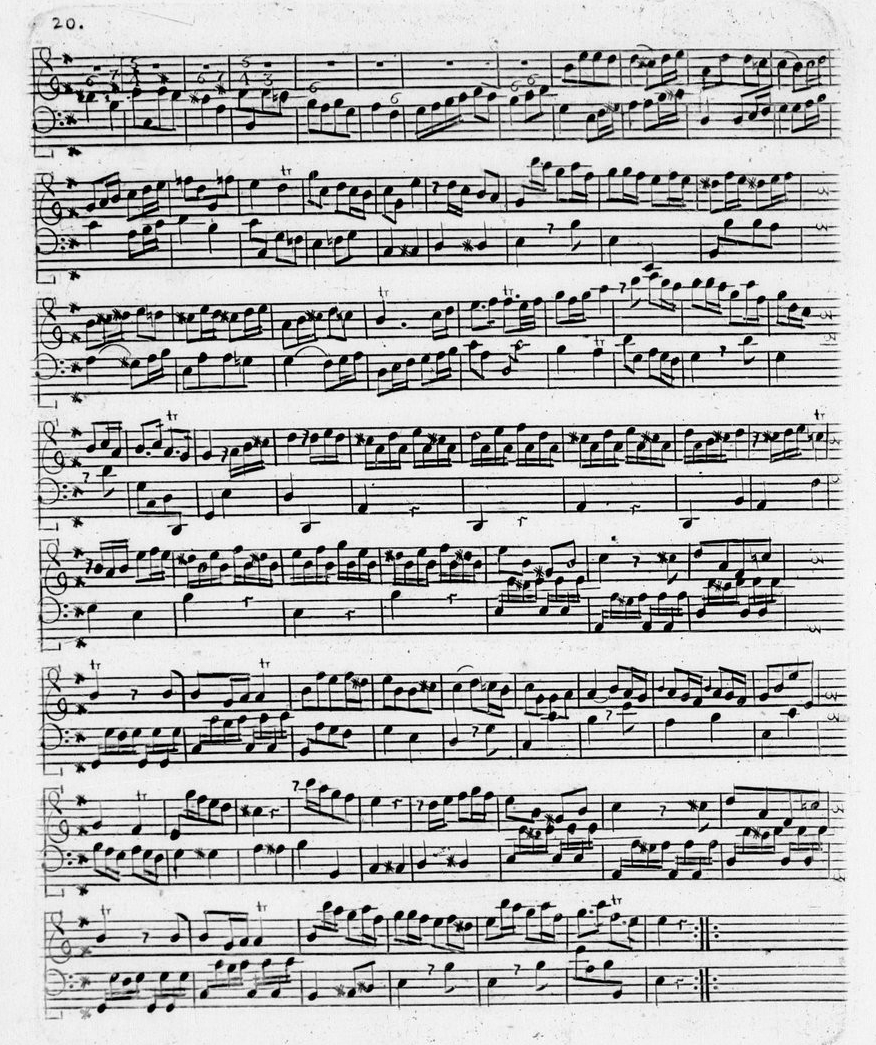
Partie pour clavecin de la seconde moitié du second mouvement du Concerto IV de Telemann gravé à Hambourg en 1734 par Telemann lui-même

Certains des autres mouvements des Concertos ont été cités par Swack et Zohn comme des exemples de Sonate auf Concertenart. Les sonates pour orgue plus tardives de l'élève de Bach Johann Ludwig Krebs montrent une nette influence de Bach et imitent étroitement son style ; à l'inverse, le style d'écriture plus récent, le style galant populaire parmi la génération de Krebs, peut être discerné dans certains mouvements de BWV 525-530, par exemple le mouvement lent de la quatrième sonate. Plusieurs trios pour orgue écrits par les élèves de Bach ont survécu et sont discutés en détail dans Stauffer et par Dirksen dans Bach,.

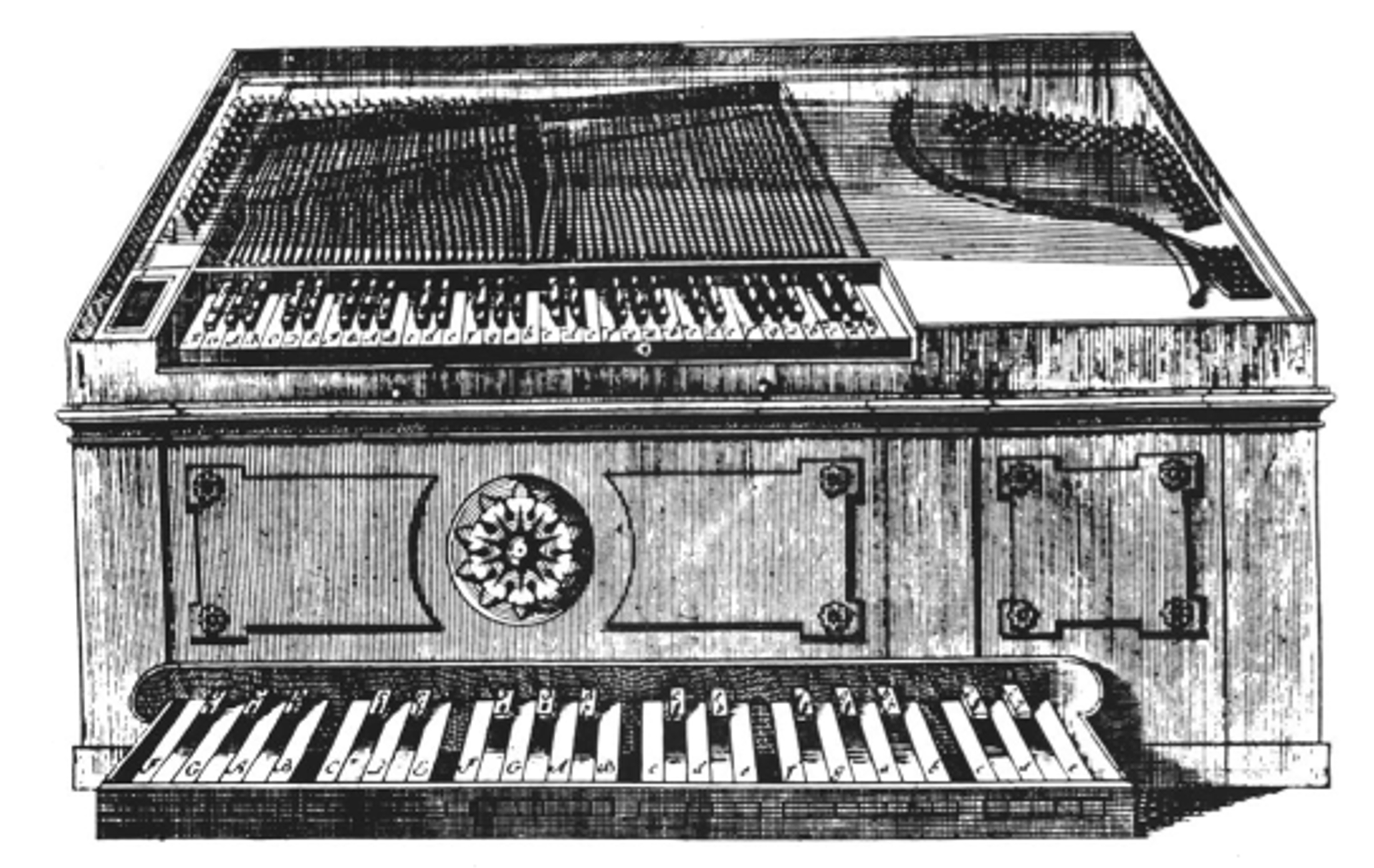
J. Verscheure Reynvaan : gravure d'un clavicorde à pédalier du XVIIIe siècle.

### Pratique d'exécution
Williams et Speerstra ont noté que l'ambitus des parties de clavier des BWV 525-530 de Bach descend rarement en dessous du do grave, de sorte qu'elles auraient pu être jouées sur un clavicorde à pédalier à un seul clavier, en déplaçant la main gauche vers le bas d'une octave, une pratique habituelle au XVIIIe siècle.

### Sonaten auf Concertenart
Le théoricien de la musique et organiste Johann Adolph Scheibe, ancien élève de Bach, fut l'un des premiers en Allemagne à décrire les genres musicaux, tels que la sonate, le concerto et la sinfonia. Ses opinions sur les compositions de Bach sont mitigées. Il était extrêmement critique à l'égard de certaines œuvres d'orgue de Bach en raison de leur complexité, comparant défavorablement le contrepoint "artistique" de Bach aux mélodies "naturelles" de l'organiste-compositeur Johann Mattheson, un autre commentateur musical qui, depuis 1730, était devenu un critique acharné de Bach. En 1737, Scheibe écrivit que Bach "privait ses pièces de tout ce qui était naturel en leur donnant un caractère ampoulé et confus, et éclipsait leur beauté par trop d'art,,."

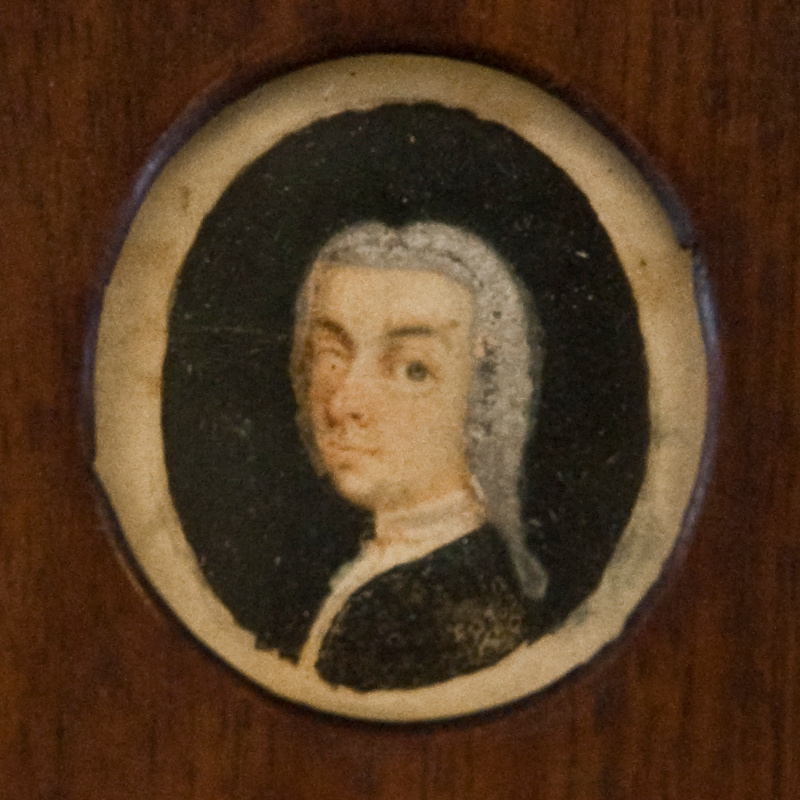
Johann Adolf Scheibe

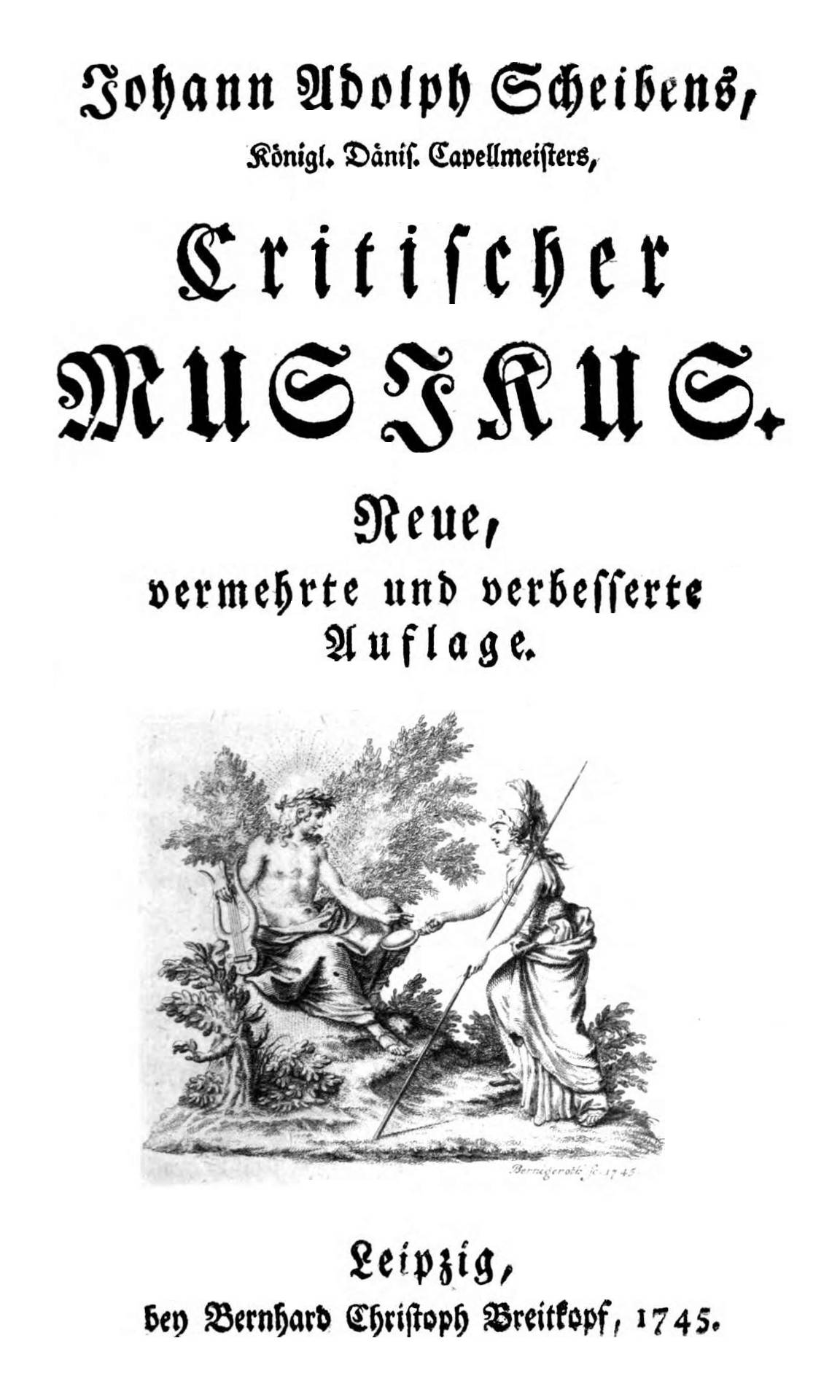
Page de titre de l'édition révisée du Critischer Musikus de Scheibe.

En ce qui concerne les sonates en trio, Scheibe n'avait que des éloges à faire car il considérait qu'elles correspondaient à sa théorie des Sonaten auf Concertenart - sonates en style de concerto. Dans son traité Critischer Musikus (1740-1745), Scheibe donne la description suivante de ce genre musical, faisant la distinction entre une sonate propre ou authentique et une sonate auf Concertenart, :
« Je parlerai d'abord des sonates à trois et à quatre voix, dont les premières sont généralement appelées "trios" et les secondes "quatuors", puis je commenterai les autres. Les deux types de sonates dont je parlerai d'abord sont arrangées de deux façons, à savoir comme des sonates proprement dites ou comme des sonates de style concertant...
L'essence propre des [trios] est avant tout la présence d'une mélodie régulière dans toutes les parties, en particulier les voix supérieures, et d'un déroulement fugué. S'ils ne sont pas arrangés en style concertant, on peut introduire peu de passages alambiqués et variés, mais il faut que la mélodie soit concise, fluide et naturelle...
L'ordre que l'on observe habituellement dans ces sonates est le suivant. Il y a d'abord un mouvement lent, puis un mouvement rapide ou vif ; celui-ci est suivi d'un mouvement lent, et enfin d'un mouvement rapide et joyeux. Mais de temps en temps, on peut omettre le premier mouvement lent et commencer immédiatement par le mouvement vif. C'est notamment le cas lorsque l'on compose des sonates dans le style d'un concerto...
Le mouvement rapide ou vif qui suit [le premier mouvement lent] est généralement élaboré dans le style fugué, s'il ne s'agit pas en fait d'une fugue régulière. Si le trio est de type concertant, une partie [supérieure] peut être élaborée plus complètement que l'autre, ce qui permet d'entendre un certain nombre de passages alambiqués, courants et variés. Dans ce cas, la partie inférieure peut être composée de manière moins concise que dans une autre sonate régulière. »
Comme l'indique Breig, Scheibe considérait les sonates pour orgue de Bach comme sa principale contribution au genre des Sonaten auf Concertenart. Elles sont conformes à la description de Scheibe à deux égards : le rôle et le style de la partie de basse et le format en trois mouvements. Tout d'abord, les limites de la technique du pédalier imposent que la ligne de basse du pédalier soit plus simple que les deux parties supérieures des claviers. Malgré cela, l'analyse de Scheibe ne s'applique dans sa forme stricte qu'à la moitié des mouvements : les mouvements rapides de départ de toutes les sonates sauf la première ; les mouvements lents de toutes les sonates sauf la première et la quatrième ; et l'ensemble de la troisième sonate BWV 527. Dans tous les autres mouvements - en particulier dans toute la première sonate BWV 525 et dans tous les mouvements rapides finaux - le thème passe au pédalier, généralement sous une forme simplifiée dépourvue d'ornements ; ainsi, même dans ces mouvements, la ligne de basse est moins élaborée que dans les parties supérieures.
Deuxièmement, la limitation à trois mouvements, en omettant un premier mouvement lent, était peut-être une décision consciente de Bach. Dans la collection antérieure de Six Sonates pour violon et clavecin obbligato (BWV 1014-1019) (en), principalement composée en quatre mouvements, les premiers mouvements lents comportent de longues mélodies cantilena pour le violon solo. Ce style d'écriture ne se serait pas bien traduit à l'orgue : en effet, Bach réservait de telles lignes aux parties élaborées du cantus firmus dans ses préludes de chorals ornementaux. Dans les sonates pour violon et clavecin, Bach n'adhère pas à la forme stricte de la sonate en trio dans les mouvements lents, où la partie supérieure de la partie de clavecin obligé peut être divisée en deux voix et où le violon peut compléter les harmonies par des doubles arrêts. Dans les sonates pour orgue, les harmonies sont fournies par le pédalier et les deux parties manuelles, qui jouent des lignes mélodiques uniques tout au long de l'œuvre.

## Structure musicale

### Sonateno1en mi bémol majeur, BWV 525
Mouvements
- [Allegro] 
 en mi bémol majeur
- Adagio 
 en do mineur
- Allegro 
 en mi bémol majeur

### Sonateno2en do mineur, BWV 526
Mouvements
- Vivace 
 en do mineur
- Largo 
 en mi bémol majeur
- Allegro 
 en do mineur

### Sonateno3en ré mineur, BWV 527
Mouvements
- Andante 
 en té mineur
- Adagio e dolce 
 en fa majeur
- Vivace 
 en ré mineur

### Sonateno4en mi mineur, BWV 528
Mouvements
- Adagio 
 - Vivace 
 en mi mineur
- Andante 
 en si mineur
- Un poco Allegro 
 en mi mineur

### Sonateno5en do majeur, BWV 529

#### Allegroen do majeur
Ce mouvement à l'écriture brillante et à la composition habile a une forme da capo A - B - A. Par sa structure et sa texture, il ressemble à une sonate en trio dans le style galant pour deux flûtes et basse continue. La tessiture des parties de clavier dépasse cependant celle de ces instruments, et l'écriture succincte et idiomatique du clavier, avec des sections de développement complexes, est typique des sonates pour orgue. La section "A" est longue de 50 mesures. Après les 54 mesures du développement de la section "B", elle est reprise dans son intégralité.
Les deux premières mesures de la section A sont constituées d'un solo en demi-croches dans l'un des claviers, suivi d'une réponse du tutti en croches. Elle revient tout au long du mouvement, marquant le début de nouveaux épisodes. Dans le premier segment de seize mesures, il alterne avec des passages de gammes de doubles croches joués en imitation entre les deux claviers. Ce matériau est ensuite répété dans la tonalité dominante, les parties supérieures étant échangées. Il y a un court épisode de "développement" de 14 mesures où, pendant 7 mesures, le matériau du segment d'ouverture est permuté entre les parties - à un moment donné sur un long point de pédalier - puis répété avec les parties manuelles inversé. Une brève coda de cinq mesures reprenant les gammes imitatives en doubles croches conduit à la section "B".
Conformément à l'ensemble du mouvement, le développement principal de la section B présente une structure da capo symétrique a- b- a, composée de 21 mesures, 12 mesures et 21 mesures. Un sujet de fugue en doubles croches est introduit au début de la section "B" : bien que de forme similaire à la fioriture qui ouvre le thème principal, il fait appel à des figures de gammes plutôt qu'à des arpèges. Le sujet de la fugue est librement développé dans les échanges entre les parties supérieures avant que des fragments de plus en plus longs du thème principal ne commencent à se faire entendre, à partir de la fioriture d'ouverture. Dans l'épisode central " b ", deux reprises de quatre mesures du thème principal encadrent quatre mesures où des éléments des deux thèmes sont entendus simultanément, en alternance entre les claviers. La section " B " comporte d'importantes modulations, en particulier dans les interjections du thème principal : la première section " a " est en do majeur ; la section " b " est en do majeur avec des interjections en fa majeur et en la mineur ; puis une inversion du matériau de la section " a " revient en la mineur avec des interjections du thème principal en sol majeur, fa majeur, ré mineur et do majeur, en prévision de la reprise de la section " A ".
Tout au long du mouvement, la partie de pédalier joue le rôle de continuo, sous une forme particulièrement simple dans la section "B". Dans les sections A, la partie de pédalier comprend une basse marchante en croches ainsi que des points de pédalier ; de nombreux motifs de pédalier sont dérivés de figures dans les parties de clavier.

#### Largoen la mineur
Des copies de manuscrits, réalisées par Vogler, Walther et Kellner, montrent que ce mouvement était souvent exécuté comme mouvement intermédiaire entre le Prélude et Fugue en ut majeur pour orgue, BWV 545. On pense qu'il a été composé à l'origine à Weimar et retravaillé pour le recueil de sonates pour orgue.
Sackmann note que ce mouvement - comme de nombreux autres mouvements lents instrumentaux de Bach tels que la sinfonia de la cantate de Weimar Ich hatte viel Bekümmernis, BWV 21- montre l'influence de ce que l'on appelle le "style Corelli", un style de sonate italienne raffiné et perfectionné par Arcangelo Corelli. Ce style est illustré par les mouvements lents "embellis" des sonates pour violon opus 5 de Corelli, dans lesquels l'éventail des motifs musicaux est largement varié, tant par le rythme que par diastema [les intervalles entre les notes consécutives dans la partition],. Comme l'explique Crocker , ce style se distingue par son lyrisme : Corelli a élevé la sonata da chiesa à un nouveau niveau d'éloquence "avec un lyrisme que l'on ne trouvait qu'auparavant dans la musique vocale" ; le style était "plus doux et plus clair" que celui des compositeurs précédents, "donnant une impression d'espace et d'ampleur qui renforçait heureusement la plus grande longueur".
Williams donne une description musicale générale du Largo comme un mouvement à deux voix en dialogue sur une basse continue combinant des aspects de trois formes musicales différentes : fugue, ritournelle et da capo aria. Ensemble, ils créent une atmosphère ou affekt teintée de mélancolie. Dans les premières mesures, le premier sujet fugué et le contre-sujet sont entendus dans les claviers sur la basse continue. Le passage élégiaque avec le sujet lyrique et le contre-sujet en contrepoint est entendu plusieurs fois, à peine modifié, au cours du mouvement. Il est immédiatement reconnaissable chaque fois qu'il revient et joue le rôle d'une ritournelle. Le deuxième sujet commence à la mesure 13 et illustre les autres groupes de figures musicales que Bach emploie dans le mouvement.
La structure détaillée du mouvement est la suivante :
- A, mesures 1-12. Sujet fugué de 3 mesures en la mineur dans le clavier supérieur avec un accompagnement de basse continue en croches et croches au pédalier. Une mesure avant l'entrée du sujet dans le clavier inférieur une quarte plus bas, le contre-sujet chromatique commence dans le clavier supérieur. Dans les 5 dernières mesures 8-12, il y a un contrepoint entre les claviers, dérivé des figures du contre-sujet chromatique, en partie en séquence et en partie en réponses imitatives.
- B", mesures 13-20. Section avec le deuxième sujet en do majeur. Dans la première mesure, il y a des séquences de demisemiquavres dans la partie supérieure et de doubles croches dans la partie inférieure, inversée et échangées entre les parties dans la mesure suivante. Après un interlude de deux mesures avec des mouvements contraires entre les parties et d'autres figures de demisemiquavres, les phrases imitatives de l'épisode de la section A sont entendues à nouveau, avant une reprise dans l'ordre inverse des deux mesures d'ouverture des figures de demisemiquavres/semiquavres.
- A", mesures 21-32. Retour du premier sujet fugué en do majeur dans les huit premières mesures, permuté entre les parties manuelles, le clavier inférieur se taisant à la huitième mesure ; le chromatisme n'est pas utilisé pendant le contrepoint. Il est suivi d'une reprise des mesures 15 à 18 avec permutation des voix supérieures.
- B", mesures 33-40. Deuxième sujet (mesures 13-14) légèrement modifié dans la tonalité dominante de ré mineur ; puis reprise des mesures 9-12 en ré mineur suivie d'une reprise des mesures 15-16 en modulant vers la tonalité d'origine de la mineur.
- A", mesures 41-54. Répétition de la section d'ouverture A, mais maintenant avec le contre-sujet d'accompagnement dans le manuel inférieur dès le début. Coda dans les deux dernières mesures avec une cadence dans le mode phrygien.

Les aspects "da capo" du mouvement se manifestent dans les première et dernière sections en la mineur, qui encadrent la section centrale, comprenant les mesures 13-40, qui commence avec un nouveau matériau musical dans la tonalité majeure relative de do majeur. Dans le mouvement, le segment mélodique fugué de sept mesures (mesures 1-7, 21-27, 41-47) qui forme la ritournelle n'est jamais divisé, contrairement aux mesures intermédiaires qui sont développées à partir de figures de demisemiquaver filées en longues phrases qui sont librement permutées. Les longues phrases de demisemiquavres sont elles-mêmes développées à partir de "cellules-motifs" distinctes de quatre demisemiquavres - on peut les voir dans la dernière croche de la mesure 4, la première croche de la mesure 13 et la dernière croche de la mesure 16. Aucun de ces éléments n'apparaît dans le segment de la ritournelle et sont des exemples de ce que Walther appelle des "figures variées" dans son traité théorique de 1708 intitulé "Praecepta der musicalischen Composition" (Praecepta de la composition musicale). (Des exemples de matériel librement développé apparaissent dès la mesure 8 (et plus tard à la mesure 48), qui sert de passage de liaison : les quintes diminuées y sont similaires à celles que Bach a utilisées plus tard dans la Fantaisie d'ouverture des troisième partita pour clavier en la mineur, BWV 827). Ainsi, le matériau thématique lyrique de la mélodie de la ritournelle reste distinct de celui des épisodes de demisemiquaver librement développés qu'elle encadre. De cette façon, Bach a poussé son système de "composition par motifs" encore plus loin que dans les préludes de chorals de l'Orgelbüchlein.

#### Allegroen do majeur

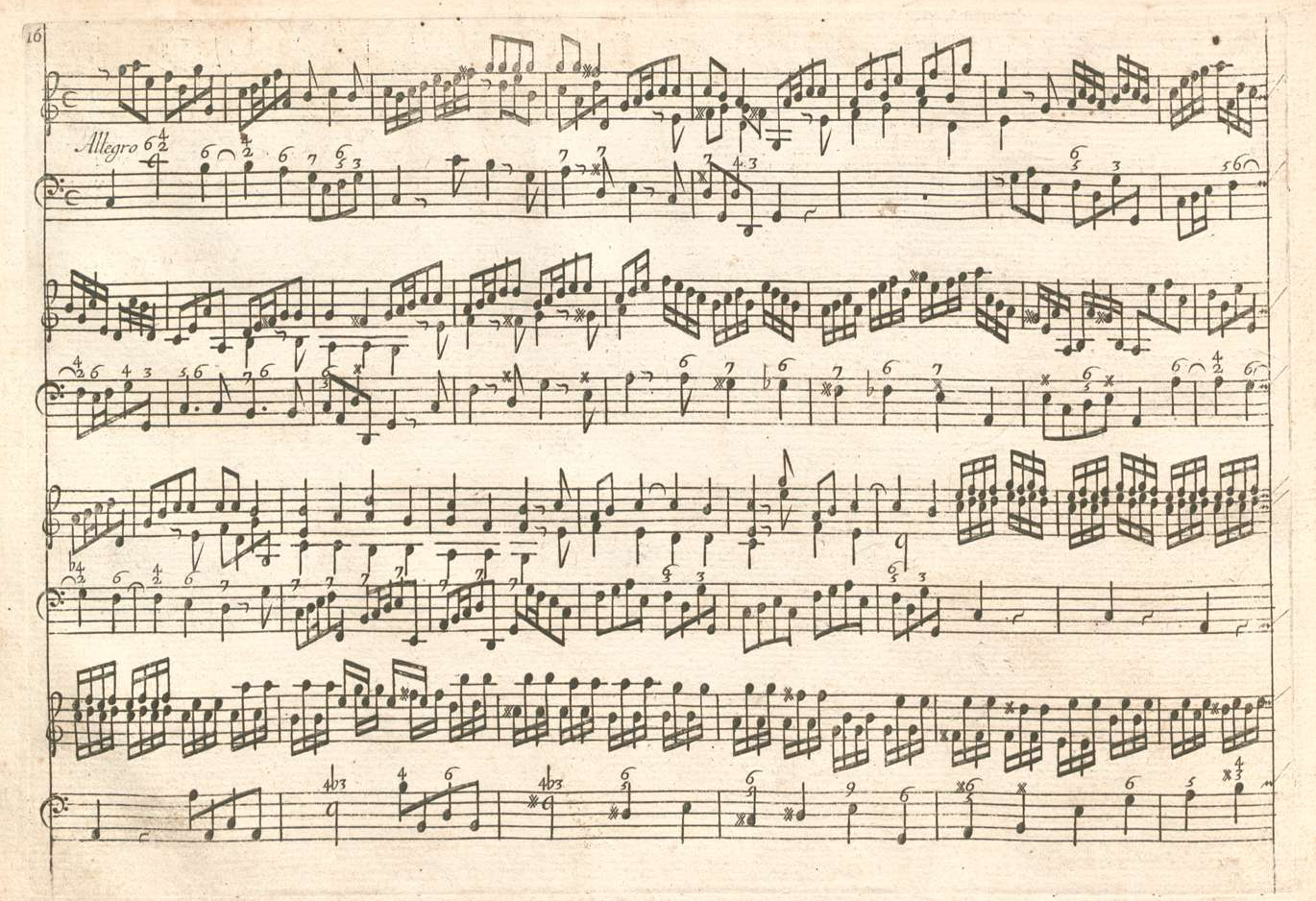
Allegro de la Sonate no 3 de Corelli's Op.5, publié pour la première fois à Rome en 1700, puis à Amsterdam en 1710, avec des agréments ou "embellissements".

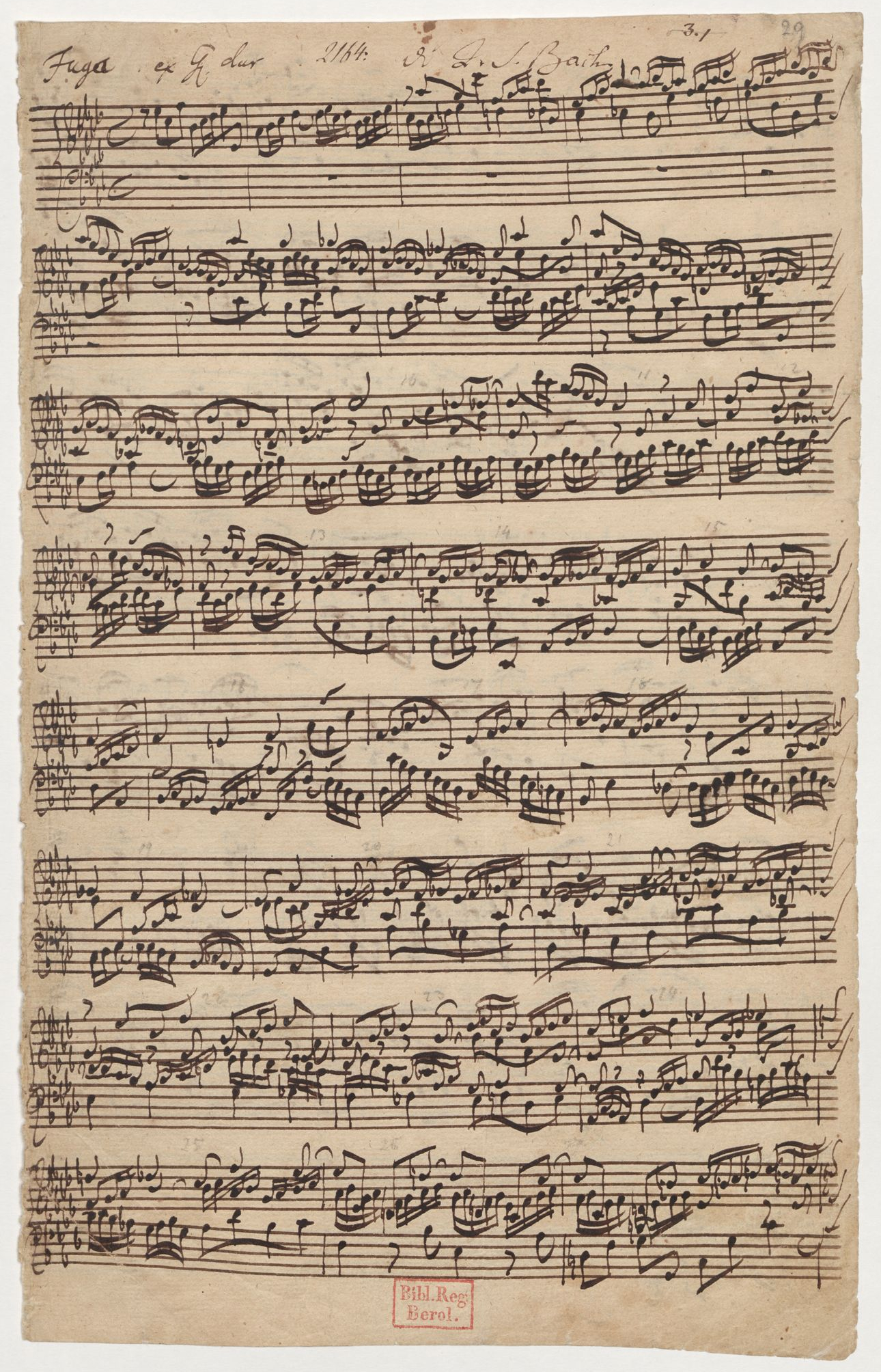
Manuscript autographe de la fugue en la bémol majeur, BWV 886, issu du livre II du Clavier bien tempéré

Le dernier mouvement fugué de la BWV 529 - contrairement au premier mouvement, plus tourné vers l'avenir - suit des schémas établis. Le thème d'ouverture - le premier sujet - est similaire à celui de l'"Allegro" de la Sonate pour violon, qui l'a précédé. no 3 de l'opus 5 de Corelli et celle de la fugue à quatre voix plus tardive en la bémol majeur dans le livre II du Clavier bien tempéré. Dans BWV 529, le pédalier participe également à la fugue en tant que troisième voix : le motif principal en croches du premier sujet de la fugue (les six premières notes) s'accorde bien avec le pédalier ; et plus tard, dans le deuxième sujet, les demi-croches des claviers sont également reprises dans la partie de pédalier.
Le second sujet est celui de l'allegro du concerto en ré majeur TWV40:202 de Telemann. Williams discute de la structure "ingénieuse" du mouvement qu'il décrit comme "brillant, extraverti, mélodieux, agité, complexe" : il y a des passages de doubles croches "inventifs" dans les claviers, accompagnés d'un jeu de pieds "instructif" ou stimulant dans le pédalier. La structure peut être considérée à deux niveaux. D'une part, il y a la structure binaire générale d'une forme de danse : la première partie comprenant les mesures 1-73 avec le premier et le deuxième sujet suivis d'une courte coda dans la tonalité dominante de sol majeur ; puis la deuxième partie, les mesures 73-163, dans laquelle la reprise du premier sujet a la forme d'une section de développement,
suivi du second sujet et de la coda dans la tonique de do majeur.
D'autre part, il y a une division plus détaillée en sections :
- A, premier sujet, mesures 1-29. Le sujet fugué est entendu dans les claviers, suivi d'un contre-sujet en doubles croches ; le pédalier joue un rôle de continuo avec ses propres motifs fragmentés. Un épisode commence à la mesure 13 avec un passage en doubles croches alternant entre les claviers sur une walking bass. À la mesure 21, le contrepoint des voix supérieures se poursuit sur trois énoncés (mesures 21, 23 et 25) du motif principal du sujet de la fugue avant la cadence finale.
- B, deuxième sujet, mesures 29-59. Le deuxième sujet est entendu à la tonique au clavier supérieur, répondu par le clavier inférieur puis le pédalier une octave plus bas. À la mesure 39, il est entendu au clavier inférieur en la mineur, auquel répond le clavier supérieur avec le clavier inférieur en tierces parallèles. Le premier sujet est ensuite réentendu avec son contre-sujet en la mineur, en commençant par le clavier inférieur. À la mesure 51, la section B se termine par une coda de huit mesures semblable à la fin de la section A : les voix supérieures alternent en jouant le motif principal en semiquaver du deuxième sujet sur quatre énoncés du motif principal du premier sujet au pédalier.
- A, coda, mesures 59-73. Dans la tonalité dominante de sol majeur, il y a une version stretto du premier sujet menant à une reprise de l'épisode à partir de la mesure 13.
- A, premier sujet, mesures 73-119. Une section de développement longue et complexe, qui module à travers différentes tonalités mineures et est divisée en quatre parties ; elle est décrite en détail ci-dessous.
- B", deuxième sujet, mesures 119-149. Comme dans la première section B, mais avec les parties supérieures interchangées et dans la tonalité de sous-dominante de fa majeur.
- A, coda, mesures 149-163. Comme dans la première coda, mais à nouveau avec les parties supérieures interverties et un ajustement pour la cadence finale.

La section du développement (mesures 73-119) est formée de quatre parties. Dans la première partie, laconiquement notée, mesures 73-89, on entend le premier sujet moduler à travers différentes tonalités mineures, avec un flot presque constant de doubles croches traversant les trois parties.
Bien que le motif principal du sujet de la fugue reste inchangé, le contre-sujet en demi-croches est librement modifié. Le sujet de la fugue est entendu d'abord au clavier supérieur, puis au clavier inférieur, et enfin au pédalier à la mesure 79. Sans interruption à la mesure 81, le pédalier répète le motif principal à contretemps, suivi d'entrées au clavier supérieur, puis au clavier inférieur. Ces dernières sont accompagnées d'une version angulaire du contre-sujet en demi-cadence dans le pédalier, qui mène à une nouvelle déclaration du motif principal. Aux mesures 89-97, le premier sujet de fugue et le contre-sujet modifié sont entendus aux deux voix supérieures dans la tonalité de ré mineur. Aux mesures 97-111, il y a un autre épisode où le pédalier joue trois énoncés du motif principal sous des doubles croches dans les parties supérieures qui culminent dans six mesures d'accords brisés imitatifs :

Celles-ci mènent sans transition à la quatrième partie, mesures 111-119, une reprise de sept mesures du premier sujet de fugue (commençant dans les trois dernières mesures ci-dessus) dans la tonalité de sous-dominante de fa majeur, qui conclut la section de développement.
Comme le commente Williams, la "continuité vivante du mouvement est favorisée par les notes liées et les suspensions typiques du premier sujet [...] dans les trois parties".

### Sonateno6en sol majeur, BWV 530
Mouvements
- Vivace 
 en sol majeur
- Lento 
 en mi mineur
- Allegro 
 en sol majeur

## Réception et héritage

### Pays germanophones
| Ich gehe alle Sonntage um 12 uhr zum Baron von Suiten—und da wird nichts gespiellt als Händl und Bach.— ich mach mir eben eine Collection von den Bachischen fugen.— so wohl sebastian als Emanuel und friedemann.— Dann auch von den händlishcen... Sie werden auch wissen daß der Engländer Bach gestorben ist?— schade der Musikalischer Welt! | Je vais tous les dimanches à midi chez le baron van Swieten où l'on ne joue que du Haendel et du Bach. Je suis en train de faire une collection de fugues de Bach, non seulement de Sebastian mais aussi d'Emanuel et de Friedemann. Et puis aussi celles de Haendel... Avez-vous aussi appris que le Bach anglais est mort ? Quel dommage pour le monde musical ! |
| Wolfgang Amadeus Mozart, Vienne, 10 avril 1782, lettre à son père à Salzbourg[36] | |
Au dix-huitième siècle, en Allemagne, les sonates pour orgue ont été transmises par des copies manuscrites réalisées par les élèves et le cercle de Bach, bien qu'aucune copie de la collection complète ne subsiste de la part d'élèves tels que Johann Peter Kellner, Johann Friedrich Agricola, et Johann Christian Kittel. Une copie faite par Kittel d'une partie du manuscrit autographe subsiste ; et Johann Ludwig Krebs et Johann Gottfried Walther ont fait des copies de mouvements individuels qui pourraient être antérieurs au manuscrit. En 1764, des copies manuscrites de trois mouvements des sonates étaient également disponibles auprès de l'éditeur de Leipzig Bernhard Christoph Breitkopf, qui a également produit les livrets des cantates de Bach de son vivant.

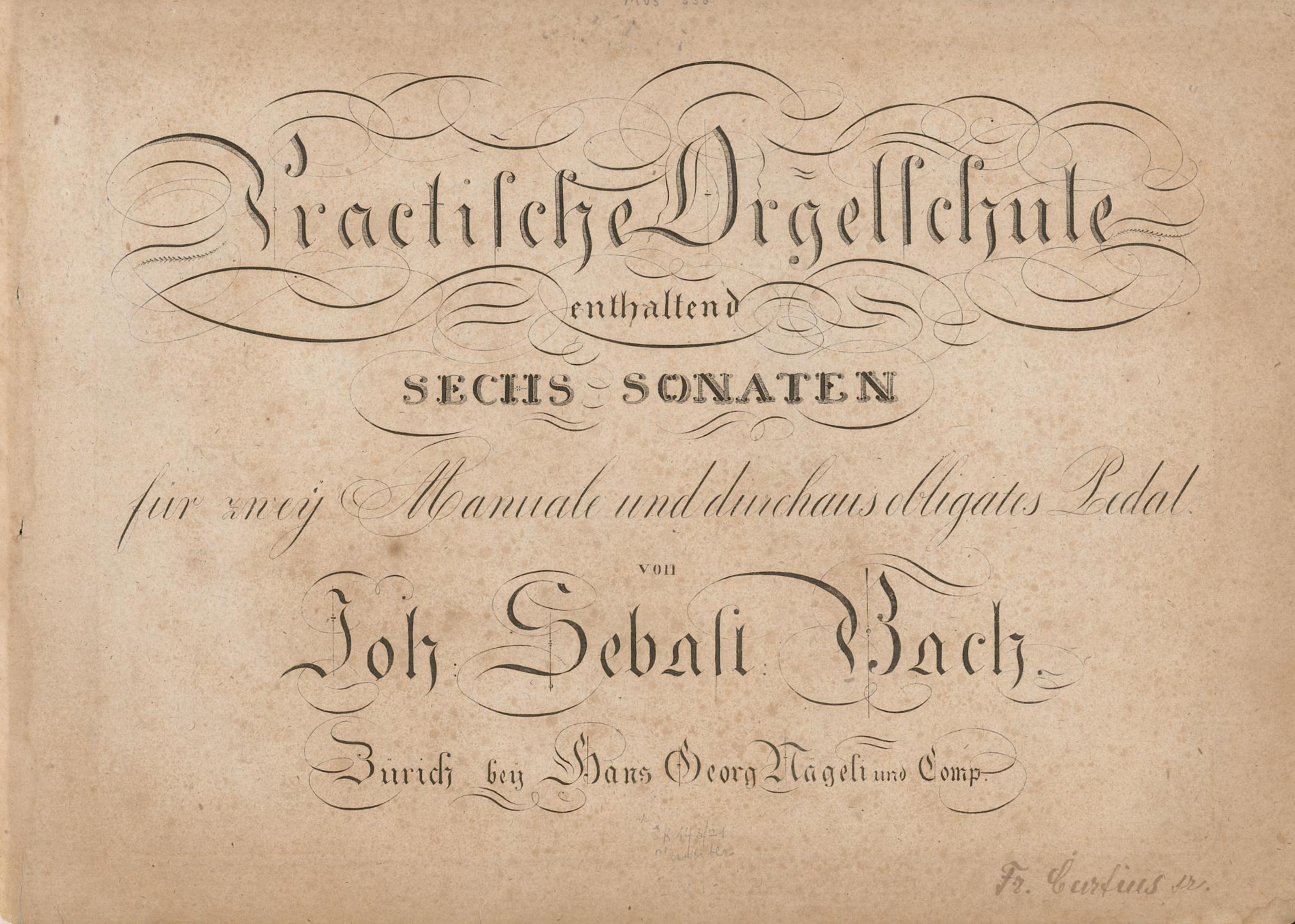
Page de titre de l'édition de Hans Georg Nägeli, publiée à Zurich vers 1815.

Plus tard au XVIIIe siècle, les éditeurs pouvaient fournir des copies manuelles de l'ensemble de la collection : en 1799, l'éditeur viennois Johann Traeg a annoncé la collection sur ses listes. Après la mort de Bach, les sonates pour orgue sont entrées dans le répertoire standard des organistes allemands, bien qu'elles servent davantage de référence pour la maîtrise de la technique que pour l'exécution en public. Les sonates pour orgue ont également été diffusées parmi les amateurs de musique dans des arrangements plus accessibles, sous forme d'œuvres de chambre ou de Hausmusik pour l'exécution privée à la maison : un arrangement pour deux clavecins, où chaque joueur prend une partie supérieure et la ligne de basse, a probablement été copié pour la première fois par Wilhelm Friedemann Bach ou Carl Philipp Emanuel Bach et pourrait provenir de la musique domestique dans la maison de Bach
.
La première partition imprimée pour orgue n'est apparue qu'au début du XIXe siècle et était également dérivée du manuscrit autographe. Elle fut publiée vers 1815 à Zurich par le musicologue suisse Hans Georg Nägeli. Fils d'un pasteur protestant de Wetzikon qui avait un penchant pour la musique, Nägeli a fait preuve d'aptitudes musicales précoces. En 1790, il s'installe à Zurich où il prend des leçons avec le pianiste suisse Johann David Brünings, qui l'initie à la musique de Bach. Un an plus tard, il ouvre un magasin de musique et, en 1794, une maison d'édition. Correspondant avec Breitkopf et la veuve de C.P.E. Bach, il put acquérir des manuscrits de Bach, dont celui de la Messe en si mineur, qu'il finit par publier. Ses publications sur Bach commencent avec Le Clavier bien tempéré en 1801 et L'Art de la fugue en 1802. Plus tard, il s'intéressa à la pédagogie et au chant : à Zurich, il créa un institut similaire à la Sing-Akademie zu Berlin de Carl Friedrich Christian Fasch.

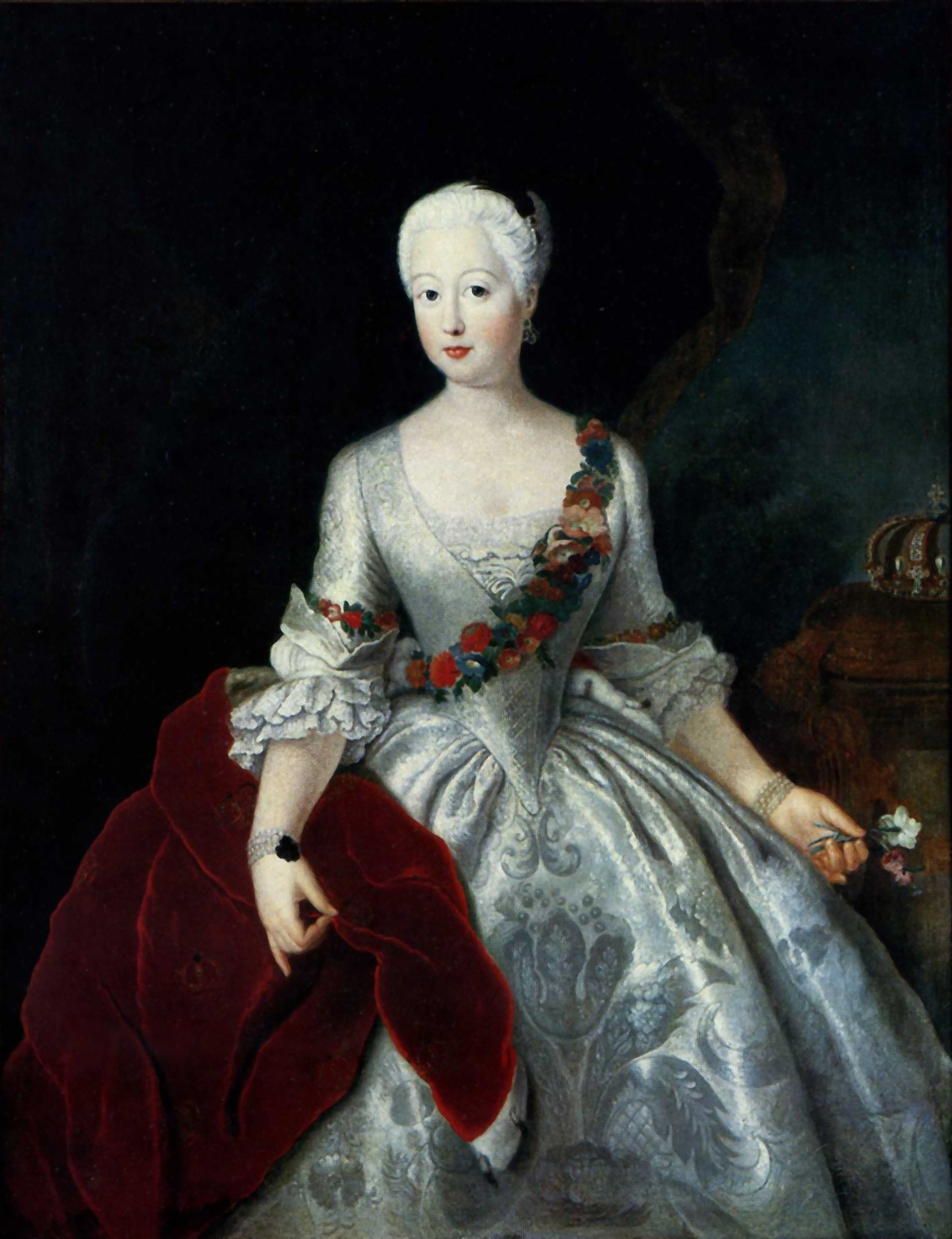
La princesse Anne-Amélie de Prusse.

Il existe également des copies plus tardives du manuscrit autographe à Vienne, réalisées par Johann Christoph Oley dans les années 1760, et à Berlin, dans la bibliothèque de Princesse Anne-Amélie de Prusse., qui renfermait un nombre exceptionnel de manuscrits de Bach. L'ancien élève de Bach Johann Kirnberger fut le professeur de musique d'Anna Amalia : comme son frère flûtiste Frédéric le Grand, qui employa Carl Philipp Emanuel Bach comme claveciniste de la cour, elle était une musicienne amateur passionnée, composant et jouant de l'orgue.

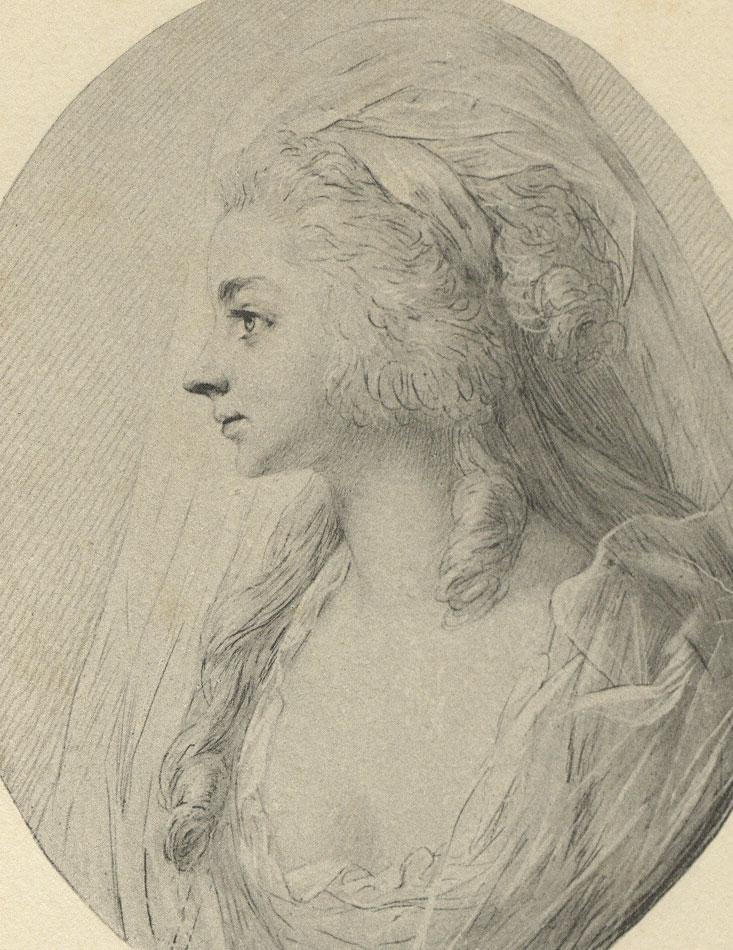
Portrait de Sara Levy par Anton Graff, 1786.

La cour royale n'était pas le seul endroit à Berlin où Bach était joué. La famille de Daniel Itzig, banquier de Frédéric le Grand et de son père, constituait également un milieu culturel pour les amateurs de musique : quatre de ses filles, Sara, Zippora, Fanny et Bella (grand-mère maternelle de Felix Mendelssohn), étaient toutes claviéristes. Sara était la claveciniste la plus douée, de niveau professionnel. Lorsque Wilhelm Friedemann Bach quitte Dresde pour s'installer à Berlin, elle prend des leçons avec lui et le soutient financièrement dans ses vieux jours. Après son mariage avec le banquier Samuel Salomon Levy en 1784, elle organisa un salon musical hebdomadaire dans leur résidence du Museuminsel : la salle de concert abritait à la fois un clavecin et un pianoforte et était suffisamment grande pour accueillir un orchestre de chambre. Avec l'aide de Wilhelm Friedemann et de Carl Philipp Emanuel, Sara constitua également une importante bibliothèque de copies manuscrites de manuscrits de Bach. Sa collection comprenait les sonates pour orgue de Bach, qui ont finalement été transmises à son petit-neveu Felix Mendelssohn ; il y avait également une copie de l'arrangement pour deux clavecins des sonates pour orgue dans la maison Itzig, qui appartenait à la sœur de Sara, Fanny. Sara commanda également des œuvres, dont la dernière composition de C. P. Bach, le Double concerto pour clavecin et pianoforte (1788). Son salon attirait l'intelligentsia berlinoise, notamment Alexander von Humboldt, Wilhelm von Humboldt, Friedrich Schleiermacher et Johann Gottlieb Fichte. Sara se produisit elle-même en public, notamment à la Sing-Akademie zu Berlin, depuis sa fondation par Carl Friedrich Christian Fasch en 1791 jusqu'à sa retraite en 1810. Le successeur de Fasch à la direction de la Sing-Akademie fut Carl Friedrich Zelter, un autre fervent admirateur de Bach qui devint plus tard le professeur et le mentor de Mendelssohn. Zelter veilla à ce que les œuvres pour orgue de Bach figurent dans les concerts instrumentaux de la "Ripienschule" de l'institution : les deux BWV 525 et BWV 526 étaient incluses dans le programme du concert. Les collections de Bachiana de Sara Levy et de C. P. E. Bach firent partie de la bibliothèque de la Sing-Akademie, aujourd'hui conservée à la Bibliothèque d'État de Berlin.

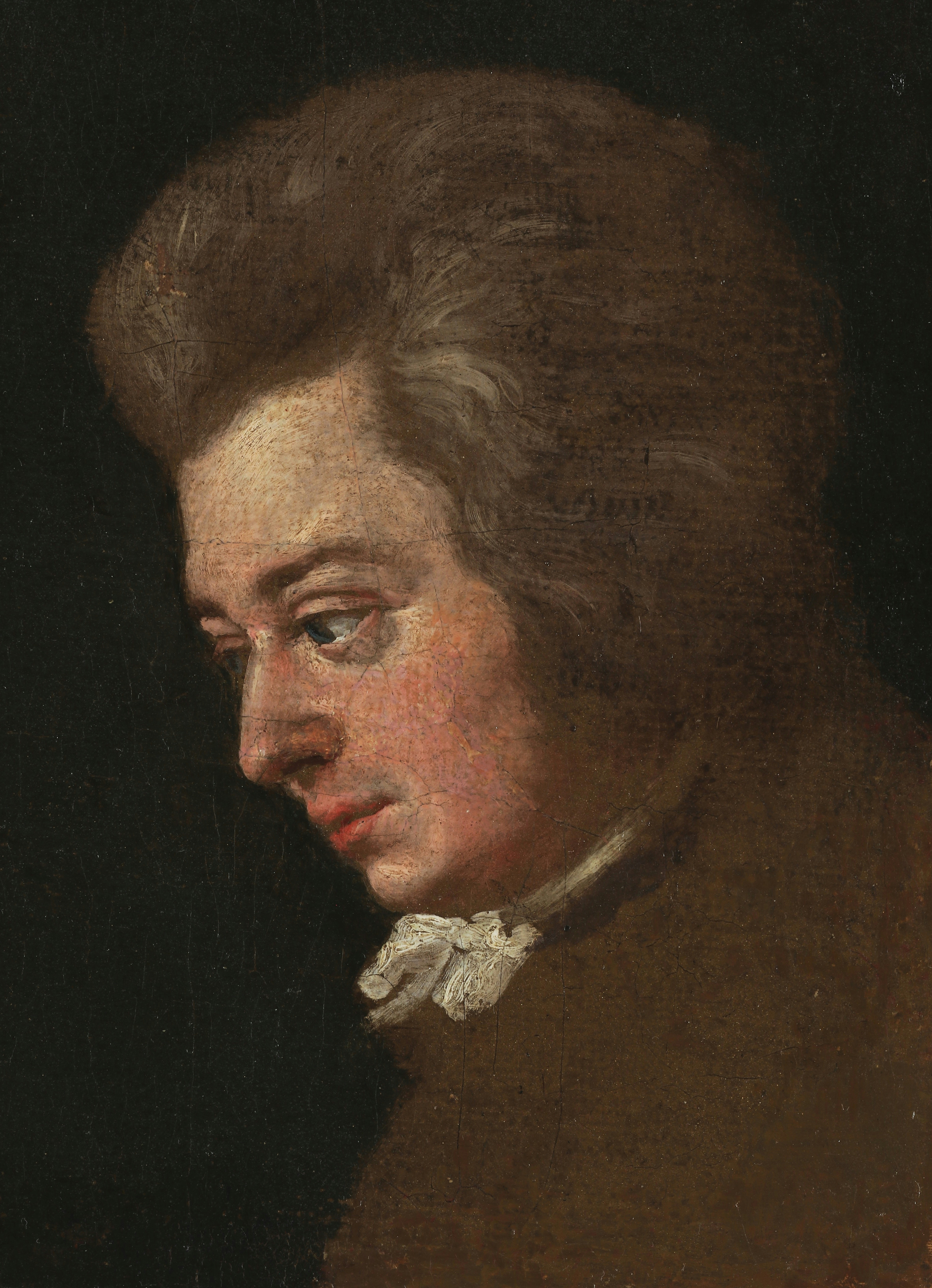
Wolfgang Amadeus Mozart, portrait inachevé par Joseph Lange, 1782

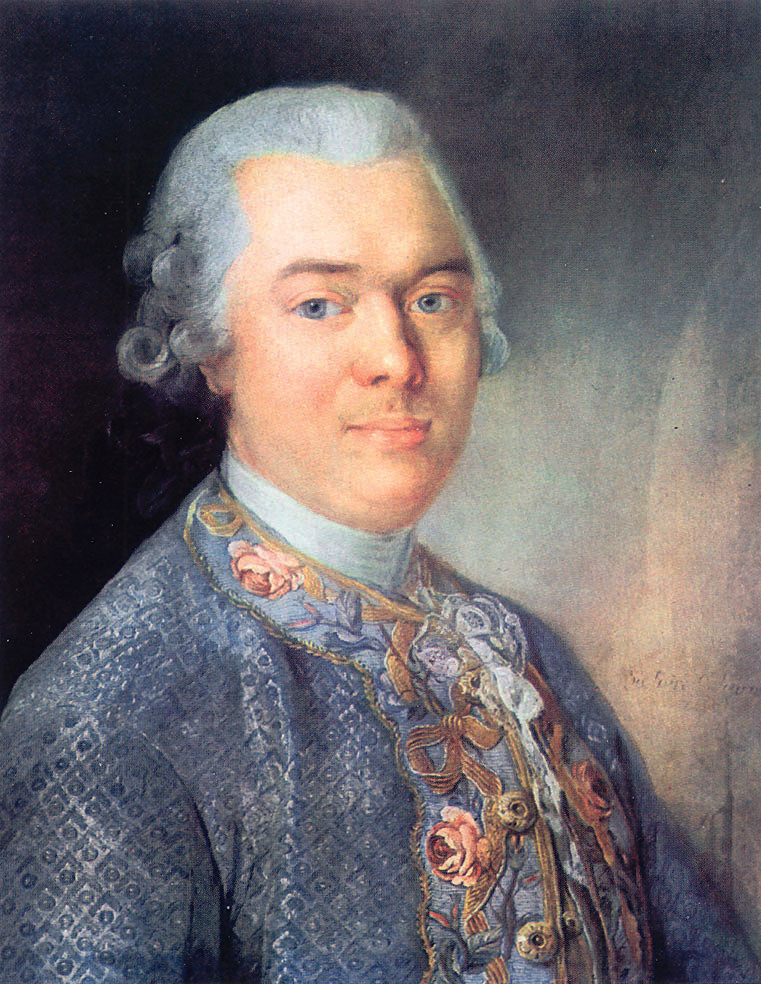
Gottfried van Swieten

La copie conforme réalisée par Wilhelm Friedemann Bach et Anna Magdalena Bach a probablement été diffusée par l'intermédiaire du biographe de Bach Johann Nikolaus Forkel et de l'ambassadeur d'Autriche à Berlin, le baron Gottfried van Swieten. Van Swieten, grand collectionneur de musique, connaissait Kirnberger et la princesse Anna Amalia de Berlin et avait ramené à Vienne plusieurs copies manuscrites d'œuvres pour clavier et orgue de Bach, y compris une transcription des sonates pour orgue pour deux claviers : la grande collection de manuscrits musicaux de van Swieten est aujourd'hui conservée à la Bibliothèque impériale, qu'il dirigea à partir de 1777. À la fin du XVIIIe siècle à Vienne, l'intérêt renouvelé de l'intelligentsia musicale pour la "vieille musique" de Bach a donné lieu à des réunions hebdomadaires d'un salon musical dirigé par van Swieten ; en 1782, le jeune Wolfgang Amadeus Mozart est devenu un participant actif. Tant à Berlin qu'à Vienne, il était devenu à la mode de jouer Bach dans des arrangements plus adaptés à l'interprétation domestique. Mozart lui-même a fait des arrangements pour quatuor à cordes de certaines fugues du Clavier bien tempéré ; et trois des mouvements des trios à cordes pour violon, alto et violoncelle, K. 404a, sont des transcriptions de mouvements des sonates pour orgue (BWV 527/ii, BWV 526/ii et BWV 526/iii,.

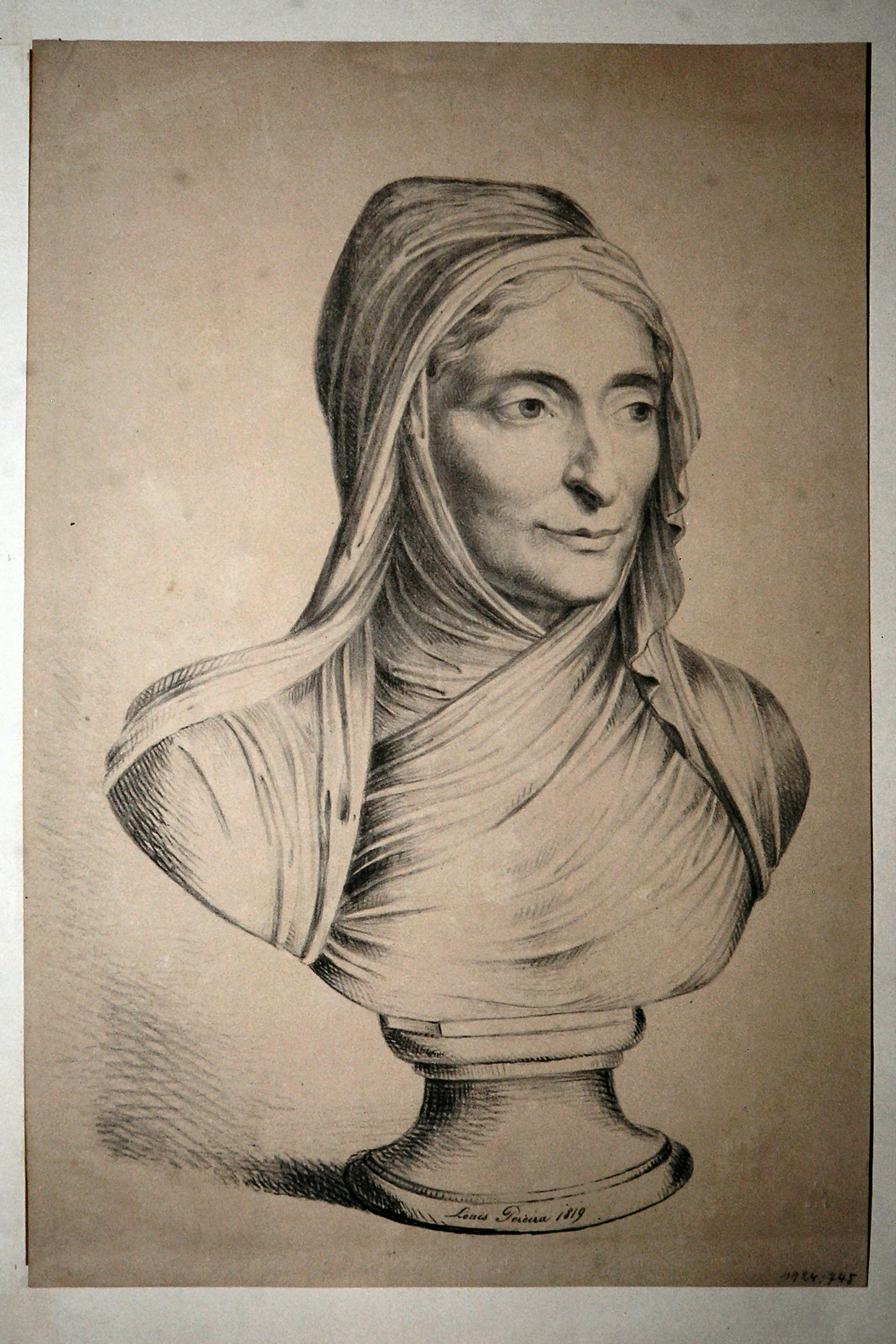
Fanny von Arnstein, lithographie de Louis Pereira, 1819.

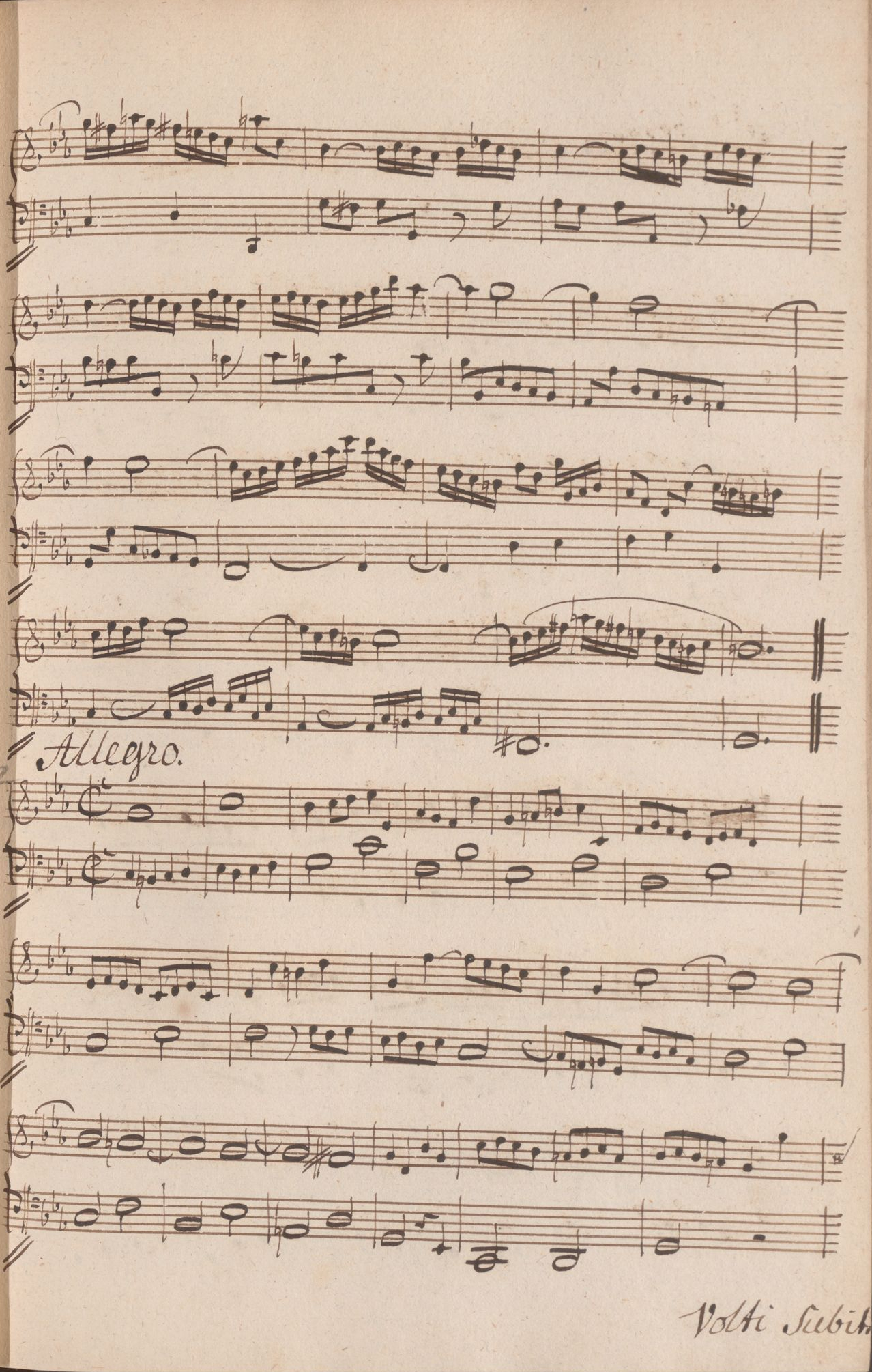
Page de la partie Primo avec la fin de BWV 526/ii et le début de BWV 526/iii dans l'arrangement pour deux clavecins de la collection de Fanny von Arnstein, ONB, Vienne.

Les trios à cordes K. 404a n'ont pas été inclus dans la Neue Mozart-Ausgabe de 2010. Leur inclusion antérieure dans le catalogue des œuvres de Mozart, à la suite des évaluations des musicologues Wilhelm Rust au dix-neuvième siècle et Alfred Einstein au vingtième siècle, a été remise en question dans les années 1960 en raison de problèmes d'authentification de la paternité des mouvements lents nouvellement composés qui précèdent les mouvements fugués. En outre, on a supposé que les sources des sonates pour orgue utilisées dans les transcriptions étaient celles rapportées à Vienne par le baron van Swieten. Wolff a suggéré que les circonstances particulières dans lesquelles Mozart se trouvait à Vienne en 1782 indiquent avec une grande probabilité une version tout à fait différente des événements, ce qui rend la paternité de Mozart sur la K. 404a beaucoup plus probable.
Les contacts de Mozart avec le cercle Bach remontent à la tournée de concerts avec sa sœur et père lorsqu'ils sont restés à Londres d'avril 1764 à juillet 1765. Le jeune Mozart, âgé de huit ans, joua devant George III. Lors de son deuxième récital, on lui demande d'interpréter des compositions du fils de Bach Johann Christian Bach - le "Bach de Londres" - qui s'est lié d'amitié avec la famille lors de leur visite. En 1781, à Vienne, il entra en contact avec la famille Itzig. La sœur aînée de Sara, Fanny, s'était installée à Vienne en 1776 après son mariage avec le banquier viennois Adam Nathan Arnstein. Elle fréquenta les salons musicaux du baron van Swieten et apporta de Berlin sa vaste collection personnelle de manuscrits de la famille Bach. La collection de manuscrits de la famille Itzig à Berlin comportait souvent des volumes contenant des fugues du Clavier bien tempéré reliées à des fugues des deux fils aînés de Bach. En août 1781, Mozart s'installe avec son pianoforte dans "une chambre très joliment meublée" (ein recht hüpsches eingerichtetes zimmer) dans les quartiers des domestiques au troisième étage de l'hôtel particulier de la famille Arnstein "auf dem Graben". Il y reste onze mois : c'est de cette époque que date sa lettre du 10 avril à son père concernant les salons dominicaux de van Zwieten. Wolff considère qu'il est probable que l'implication de Mozart dans le salon de van Zwieten s'est faite par l'intermédiaire de Fanny van Arnstein ; et que, logeant chez elle, Mozart aurait eu accès à sa bibliothèque et en particulier aux manuscrits de Bach sur lesquels K. 404a est basé.

### Angleterre

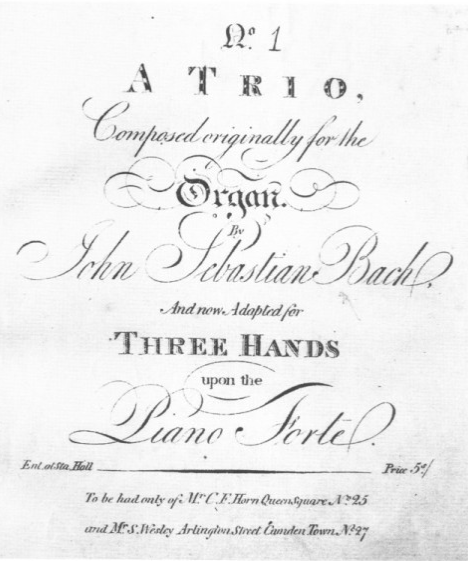
Page de titre de la BWV 525 dans l'édition de 1809 de Charles Frederick Horn et Samuel Wesley, arrangée pour duo de piano (trois mains) et disponible en six œuvres séparées, c'est la première fois que les six sonates ont été publiées. A.F.C. Kollmann avait précédemment publié BWV 525 en 1799 dans le cadre de An Essay on Practical Musical Composition.

## Arrangements et transcriptions
- Reconstruction de BWV 525/1, BWV 1032/2 et BWV 525/3 comme sonate en trio en si bémol majeur pour flûte à bec alto (en)/flûte traversière, hautbois/violon et basse continue (basson/viole de gambe et clavecin), Klaus Hofmann, 2006, Breitkopf & Härtel[49],[50].
- Arrangement des premières versions de BWV 525/1, BWV 1032/2 et BWV 525/3 pour violon, violoncelle et basse continue à partir de sources du milieu du 18e siècle ; dans son commentaire sur les sources, Klaus Hofmann et d'autres spécialistes de Bach ont mis en doute l'authenticité de cet arrangement (voir aussi Concerto, BWV 525a (en))[49].
- Arrangement de BWV 525-530 pour deux pianos, Victor Babin, 1942, Boosey and Hawkes
- Arrangement de BWV 530 pour piano solo, Béla Bartók, Editio Musica Budapest
- Arrangement de BWV 529-530 pour piano solo, Fred Davis
- Arrangement de BWV 529/2 pour piano solo, Samuil Feinberg.
- Arrangement de BWV 525-526 pour piano solo, Hermann Keller, Steingräber
- Arrangement de BWV 525-530 pour piano solo, Bernhard Kistler-Liebendörfer
- Arrangement de BWV 525 pour duo de piano (3 mains), György Kurtág, Editio Musica Budapest
- Arrangements de BWV 530/1 et BWV 530/3 pour deux pianos, Alexej Parussinof
- Arrangements des BWV 525-530 pour piano à trois mains, 1809-10 Charles Frederick Horn et Samuel Wesley
- Suite No.5 (BWV 529/1, BWV 528/2, BWV 530/1) pour orchestre à cordes, Henry Wood.
- Reconstruction de BWV 528 en sonate en trio pour hautbois d'amour, viole de gambe et clavecin, Pieter Dirksen, 2013, Breitkopf & Härtel.

Il existe de nombreuses interprétations enregistrées des sonates pour orgue par des groupes de musique de chambre, avec différentes combinaisons d'instruments et parfois une transposition des parties individuelles de Bach.

## Discographie
Discographie complète sur le site : www.france-orgue.fr/disque
- Les six sonates en trio par Benjamin Righetti - K617, 3 orgues Felsberg (Lausanne, St-Légier, Boudry)
- Les six sonates en trio dans l'intégrale de Lionel Rogg - Harmonia Mundi, 1970
- Les six sonates en trio par Hans Fagius dans l'intégrale Bach Brillant Classics
- Les six sonates en trio par Marie-Claire Alain - Erato, 1993, Groningen Aakerk
- Les six sonates en trio par Marie-Claire Alain - Erato, 1984, Näfels
- Les six sonates en trio par Marie-Claire Alain - Erato, 1978, Saint-Donat
- Les six sonates en trio par Marie-Claire Alain - Erato, 1959, Varde (DK)
- Les six sonates en trio par Marie-Claire Alain - DF, 1954, Paris, St-Merry
- Deux sonates en trio no 1 et 6 par Helmut Walcha - Archiv Production 1956 Alkmaar, St Laurent, orgue Hagerbeer et Schnitger
- Quatre sonates en trio no 2 à 5 par Helmut Walcha - Archiv Production 1969 Strasbourg, St Pierre le Jeune, orgue Silbermann
- Les six sonates en trio par Bernard Foccroulle - Ricercar, orgue de Ponitz
- Les six sonates en trio dans l'intégrale Bach par André Isoir - Calliope, 1979, Esch-sur-Alzette
- Les six sonates en trio dans l'intégrale Bach par Michel Chapuis - Valois, 1967, Notre-Sauveur, Copenhague
- Les six sonates en trio par Bruno Mathieu - Editions Delatour France, 2005, Notre-Dame-des-Marais, La Ferté-Bernard
- Les six sonates en trio par Kei Koïto - Harmonic Records, 1989, orgue Schnitger, Martinikerk, Groningen

L'ensemble Nevermind (Anna Besson, flûte, Louis Creac'h, violon, Robin Pharo, viole de gambe, Jean Rondeau, clavecin) a publié sur YouTube une vidéo où il interprète une transcription de l'Andante de la Sonate BWV 527.